# Feuerwehr Köln

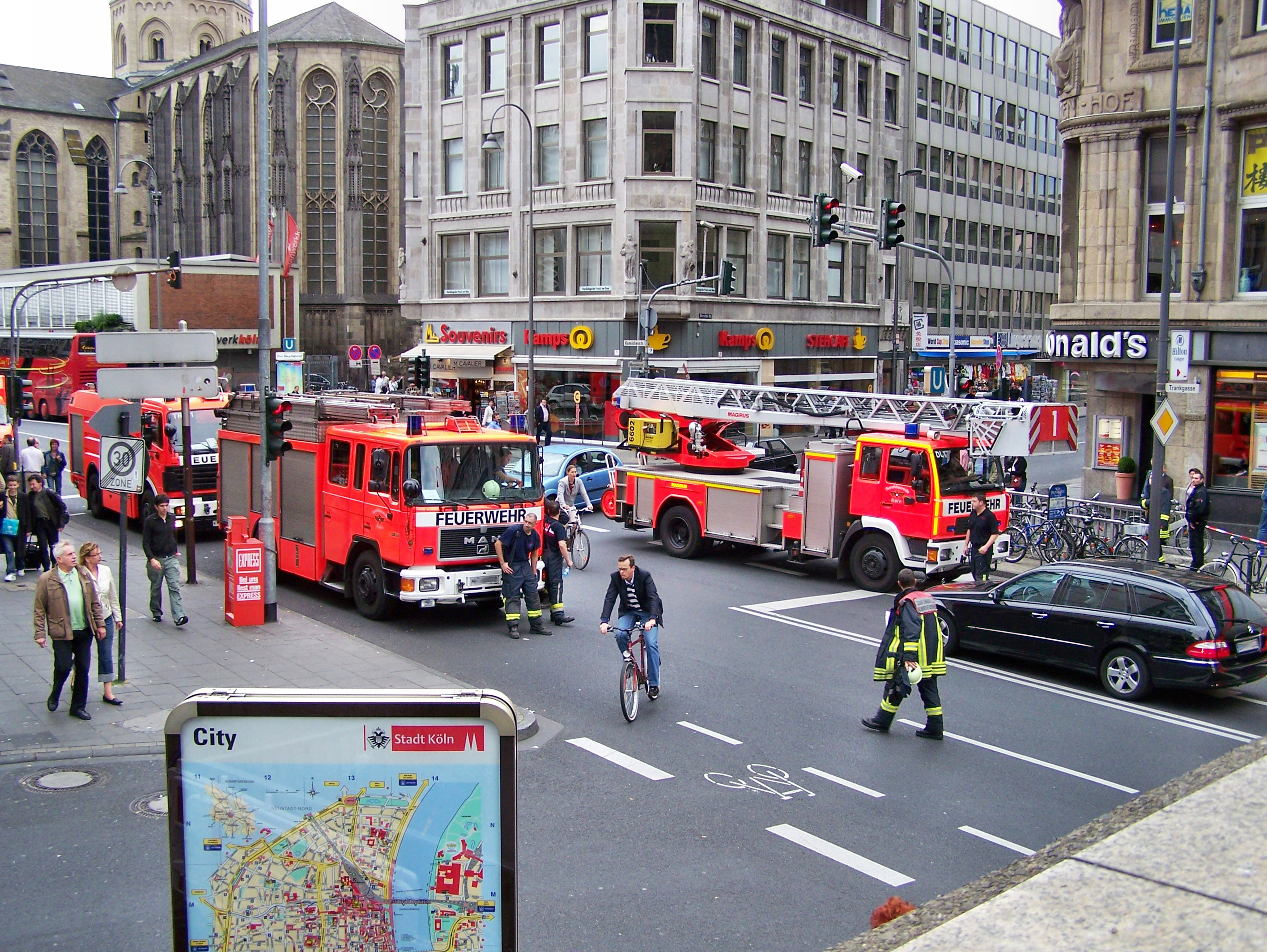
Fahrzeuge der Kölner Berufsfeuerwehr (2007)

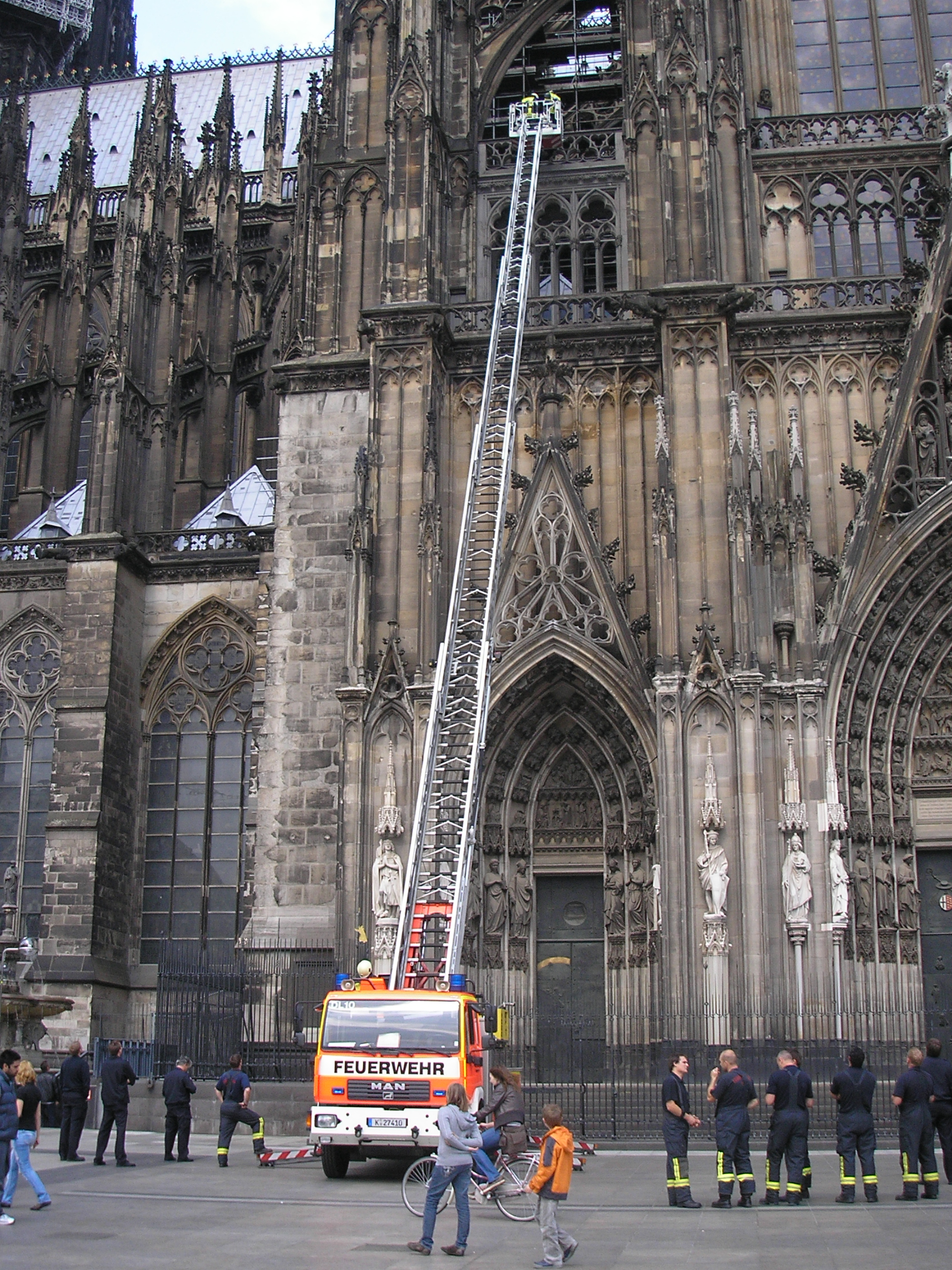
Übung der Feuerwehr am Dom (2011)

Die Feuerwehr Köln ist die städtische Feuerwehr der Stadt Köln und setzt sich zusammen aus der Berufsfeuerwehr Köln und der Freiwilligen Feuerwehr Köln.
Die Leitung des Amts 37 Berufsfeuerwehr, Amt für Feuerschutz, Rettungsdienst und Bevölkerungsschutz innerhalb der Stadtverwaltung der Stadt Köln übt seit Mai 2019 Christian Miller aus. Die Funktion des Sprechers der Freiwilligen Feuerwehr innerhalb der Feuerwehr Köln übt seit dem Jahr 2023 Alexander Kautz aus.

## Die Berufsfeuerwehr Köln

### Mitarbeiter und Ausstattung
Die Berufsfeuerwehr Köln wurde im Jahr 1872 gegründet. Die Kölner Berufsfeuerwehr verfügt über elf Feuer- und Rettungswachen, fünf weitere Rettungswachen sowie ein Löschboot. Hinzu kommen 27 Feuerwehrhäuser der Freiwilligen Feuerwehr. Insgesamt sind rund 1700 Mitarbeiter für die Berufsfeuerwehr tätig.
Im Jahr 2022 gingen in der Leitstelle der Feuerwehr Köln 408.889 Notrufe ein, wovon die Feuerwehr Köln 218.540 Einsätze abarbeitete. Davon waren rund 12.656 Brand-, 15.159 Technische Hilfeleistungs- und 178.052 Rettungsdiensteinsätze. Bei den Einsätzen rettete die Feuerwehr 765 Menschen. Insgesamt kamen 111 Menschen ums Leben.
Insgesamt verfügt die Feuerwehr über rund 381 Fahrzeuge. Darunter sind 63 Löschgruppenfahrzeuge, 13 Drehleitern, 22 Rüst- und Gerätewagen sowie 15 Tanklöschfahrzeuge und 87 Rettungswagen. Darüber hinaus besitzt die Kölner Feuerwehr einen umfangreichen Gerätepark, angefangen von Defibrillatoren bis hin zu einem Geschirr zum Anheben von Pferden, dessen Neuanschaffung nach 25 Jahren im Jahresbericht für 2010 ausdrücklich erwähnt wird.
Neben Notfalleinsätzen gehören zu den Aufgaben der Feuerwehr auch die Gefahrenprävention, Stellungnahmen im bauaufsichtlichen Verfahren, die Brandverhütungsschau sowie der Wachdienst bei Veranstaltungen.
Im Zuge der Fußball-Weltmeisterschaft 2006 entwickelte die Kölner Feuerwehr mehrere Konzepte zur Gefahrenabwehr bei besonderen Gefährdungslagen, die bundesweit übernommen wurden: „Die oberste Stufe des Konzeptes zur Gefahrenabwehr bei ABC-Lagen, den Einsatz von Spezialkräften, unterstützt der Bund durch die Einrichtung und Ausrüstung von insgesamt sieben Analytischen Task Forces (ATF), die in besonderem Maße für die Analyse von Gefahren im A- und C-Bereich ausgestattet sind.“ 2009 wurde eine solche ATF auch in Köln eingerichtet.
Die im Jahr 1978 in Betrieb genommene Leitstelle der Feuerwehr Köln an der Scheibenstraße in Weidenpesch ist für das Stadtgebiet Köln zuständig. Von hier aus werden sämtliche Einsätze der Berufs-, der Freiwilligen Feuerwehr und der im Rettungsdienst tätigen Hilfsorganisationen von insgesamt ca. 65 Mitarbeitern koordiniert und geleitet.
Im Jahr 2011 nahm die erste Frau ihren Dienst bei der Kölner Berufsfeuerwehr auf. In Zusammenarbeit mit der Sporthochschule Köln wurde ein Test zur körperlichen Eignung für das Auswahlverfahren entwickelt, der die spezifischen körperlichen Fähigkeiten von Frauen berücksichtigt. 2012 fand der 21. Bundeskongress der Feuerwehrfrauen bei der Kölner Berufsfeuerwehr mit 100 Teilnehmerinnen aus ganz Europa statt.
In der Feuerwache Lindenthal ist eine historische Lehrsammlung der Kölner Berufsfeuerwehr untergebracht.

### Feuerwachen der Berufsfeuerwehr

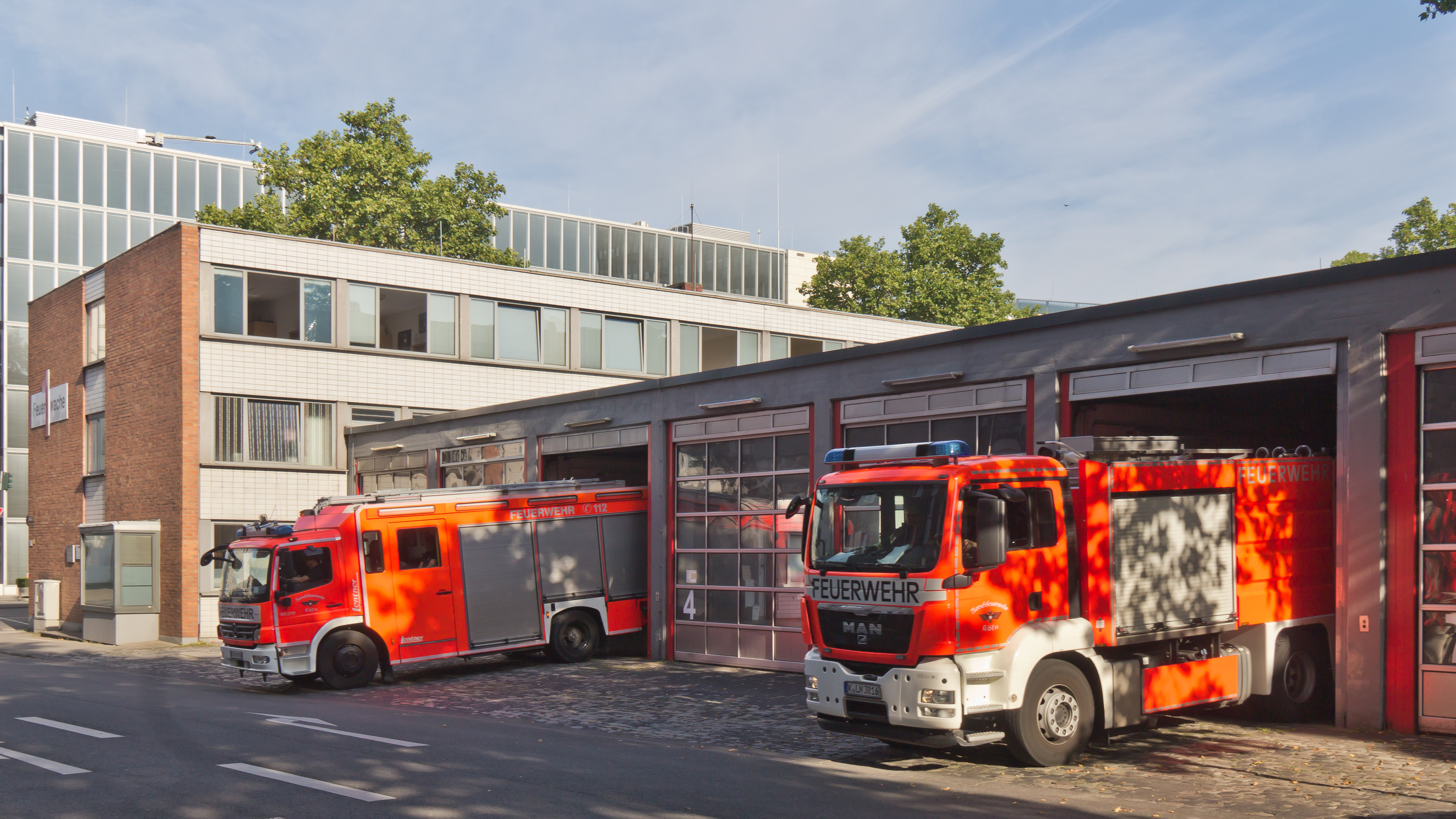
Feuerwehrfahrzeuge an der Feuerwache 1 (2014)

- Feuer- und Rettungswache 1: Agrippastraße 18, 50676 Köln (Köln-Innenstadt). Sonderaufgabe: Wasserrettung
- Feuer- und Rettungswache 2: Schillingsrotter Weg 8–12, 50968 Köln (Köln-Marienburg). Sonderaufgaben: Technische Hilfeleistung (Rüstzug), Bildstelle
- Feuer- und Rettungswache 3: Gleueler Straße 223–225, 50935 Köln (Köln-Lindenthal)
- Feuer- und Rettungswache 4: Äußere Kanalstraße 67, 50827 Köln (Köln-Ehrenfeld). Sonderaufgaben: Höhenrettung, Schwerlast-RTW
- Feuer- und Rettungswache 5, FuSZ (Führungs- und Schulungszentrum), Leitstelle und Branddirektion: Scheibenstraße 13, 50737 Köln (Köln-Weidenpesch). Sonderaufgaben: Technische Hilfeleistung (Rüstzug), Logistik, Psych-RTW
- Feuer- und Rettungswache 6: Volkhovener Weg 184, 50765 Köln (Köln-Chorweiler). Sonderaufgaben: Atemschutzübungsanlage, Behandlungsplatz (Rettungsbus + WLF mit AB-MANV NRW), Rettungsboot
- Feuer- und Rettungswache 7: Kaiserstraße 69, 51145 Köln (Köln-Porz). Sonderaufgaben: Behandlungsplatz (Mannschaftsbus und Gerätewagen Sanität (GW-San)), Atemschutzübungsanlage, Rettungsboot[20]
- Feuer- und Rettungswache 8: Hardtgenbuscher Kirchweg 100, 51107 Köln (Köln-Ostheim). Sonderaufgaben: Umweltschutz, Tierrettung
- Feuer- und Rettungswache 9: Bergisch Gladbacher Straße 179, 51063 Köln (Köln-Mülheim)
- Feuer- und Rettungswache 10: Gummersbacher Straße 33, 50679 Köln (Köln-Deutz). Sonderaufgabe: Feuerlöschbootstation, Intensivtransport, Kfz-Werkstatt, Gerätemeisterei, Atemschutzwerkstatt, Kleiderkammer
- Feuer- und Rettungswache 14: Richard-Wagner-Straße 26–32, 50859 Köln (Köln-Lövenich). Sonderaufgabe: Strahlenschutz

## Die Freiwillige Feuerwehr Köln
Bei der Freiwilligen Feuerwehr sind über 800 Feuerwehrleute ehrenamtlich tätig und in den Jugendfeuerwehren der Löschgruppen über 400 (Stand 2023). Die Löschgruppen der Freiwilligen Feuerwehr kamen allesamt durch Eingemeindung der jeweiligen Stadtteile zur Feuerwehr Köln, wodurch diese Standorte unterschiedliche Gründungsdaten vorweisen. Am 19. November 2017 wurde erstmals in der Geschichte der Feuerwehr Köln im Stadtteil Kalk eine Löschgruppe gegründet. Die neue Löschgruppe bezog 2019 mit Fertigstellung des Neubaus einen Gebäudekomplex auf der Feuerwache 10.

### Löschgruppen der Freiwilligen Feuerwehr Köln
Die Freiwillige Feuerwehr Köln besteht (Stand 2023) aus den Löschgruppen:
Die mit „*“ markierten Löschgruppen besitzen einen BF-Standort, sind also auf einer Berufsfeuerwache stationiert (der Fernmeldedienst auf Wache 5, Urbach auf Wache 7, Kalk auf Wache 10).
Im Gegensatz zur Helmkennzeichnung der Angehörigen der Berufsfeuerwehr Köln, die die Nummer der jeweiligen Feuer- und Rettungswache an der Stirnseite des Feuerwehrhelms tragen, tragen die Löschgruppe der Freiwilligen Feuerwehr ein Buchstaben-Kürzel (z. B. „USD“ Umweltschutzdienst oder „DE“ für Dellbrück) vorne auf dem Helm.
|                            | * Brück (BR)                |
| * Dellbrück (DE)           | * Dünnwald (DU)             |
| * Eil (EIL)                | * Ensen-Westhoven (EN)      |
| * Esch (ES)                | * Flittard (FL)             |
| * Fühlingen (FU)           | * Heumar (HE)               |
| * Holweide (HO)            | * Kalk* (KA)                |
| * Libur (LB)               | * Longerich (LO)            |
| * Langel-Rheinkassel (LR)  | * Lövenich (LV)             |
| * Merkenich (MK)           | * Porz-Langel (PL)          |
| * Rodenkirchen (RD)        | * Roggendorf-Thenhoven (RG) |
| * Strunden (ST)            | * Urbach* (UB)              |
| * Wahn-Heide-Lind (WA)     | * Widdersdorf (WI)          |
| * Worringen (WO)           | * Zündorf (ZU)              |
| * Umweltschutzdienst (USD) | * Fernmeldedienst* (FMD)    |

### Jugendfeuerwehr Köln
Die Jugendfeuerwehr Köln besteht aus 10 Jugendgruppen im linksrheinischen Stadtgebiet und 15 Jugendgruppen im rechtsrheinischen Stadtgebiet. Eine Gruppe der Jugendfeuerwehr ist stets einer Löschgruppe der Freiwilligen Feuerwehr angeschlossen. Geleitet wird eine Jugendgruppe von einem Jugendwart oder einer Jugendwartin nebst Stellvertreter. Das Mindestalter für die Mitgliedschaft beträgt 10 Jahre, das Höchstalter 24 Jahre. Ab dem 16. Lebensjahr können die Angehörigen der Jugendfeuerwehr mit ihrer feuerwehrtechnischen Grundausbildung an der Feuerwehr- und Rettungsdienstschule der Feuerwehr Köln beginnen.
Die Jugendfeuerwehr hat sich zur Aufgabe gemacht, Kinder und Jugendliche altersgerecht mit dem Thema Feuerwehr in Kontakt zu bringen, den Teamgedanken zu fördern, Brandschutz- und Sicherheitserziehung zu leisten und soziale Integration zu unterstützen. Zudem ist die Jugendfeuerwehr ein wichtiger Bestandteil der Nachwuchsarbeit für die aktive Einsatzabteilung einer Löschgruppe der Freiwilligen Feuerwehr, insbesondere auch im urbanen Raum.

## Trivia
Das Karnevals-Traditionscorps Kölsche Funkentöter wurde im Jahr 1932 auf der Feuerwache Melchiorstraße durch einen Stammtisch von Feuerwehrmännern gegründet. Das Corps hat rund 110 Mitglieder und nimmt jährlich in historischen Kostümen und mit einer historischen Spritze am Kölner Rosenmontagszug teil.
Aufgrund der räumlichen Nähe zum WDR in Köln wirkte die Kölner Feuerwehr mehrfach in der Sendung mit der Maus mit. Bereits 1976 erschien in einer Folge das „Feuerwehrlied“ und später zwei Beiträge zu Kölner Drehleitern, die im Abstand von 20 Jahren produziert und veröffentlicht wurden. Zum 50-jährigen Mausgeburtstag 2021 wurde ein Mitmachvideo für Kinder mit einem Maustanz produziert. Darin zu sehen sind unter anderem die Kölner Jugendfeuerwehr, Kräfte des Kölner Rettungsdienstes sowie verschiedene Einheiten der Freiwilligen Feuerwehr Köln.
Im Jahr 2010 wurde der Feuerwehr-Sportverein Köln e. V. gegründet.
Die Feuerwehr Köln hat ein eigenes Eishockey-Team „Backdraft Cologne“. Die Mannschaft ging aus einem spaßeshalber ausgetragenen Eishockeyspiel zwischen den Feuerwachen 1 und 10 im Jahr 2002 hervor. Backdraft Cologne hat inzwischen einen regelmäßigen Trainingsbetrieb im Lentpark und die Mannschaft spielt in der Deutschen Feuerwehr-Eishockey-Liga.
Der Kölner Komiker und Schauspieler Tom Gerhardt arbeitete im Bereich Öffentlichkeitsarbeit mehrfach mit der Kölner Feuerwehr zusammen, indem er in Videos, die über die Social-Media-Kanäle der Feuerwehr verbreitet wurden, mitwirkte. 2018 trat er in seiner Rolle als Tommy der Freiwilligen Feuerwehr bei und warb damit um neue Mitglieder für die neu gegründete Löschgruppe Köln Kalk. Im Dezember 2022 gratulierte er in einem YouTube-Video der Berufsfeuerwehr Köln zu ihrem 150. Gründungsjubiläum.

## Vorgeschichte

### Von den Anfängen bis zur Franzosenzeit
Nachdem im Jahr 69 n. Chr. Vitellius, der Kommandierende des niedergermanischen Heeres, von seinen Soldaten zum Kaiser ausgerufen worden war, geriet sein Speisezimmer im Prätorium in Brand – dies war das erste Feuer auf Kölner Stadtgebiet, über das berichtet wurde. Laut Sueton kommentierte er diesen Vorfall mit den Worten „Seid guten Mutes, für uns hat es geleuchtet.“ Das gute Omen jedoch war keins: Vitellius wurde ein Jahr später in Rom getötet.
Am 18. Februar 1080 schlugen die Flammen aus dem Dachstuhl der Kirche St. Maria ad Gradus, sie sollen angesichts des Schreins mit den Reliquien von St. Kunibert „wie durch ein Wunder“ erloschen sein. Eine ähnliche Maßnahme zur Feuerbekämpfung misslang im August 1128, als die Abtei Deutz ein Raub der Flammen wurde. In der Bartholomäusnacht vom 23. auf den 24. August 1349 stürmten Kölner Bürger das Judenviertel, weil die Juden angeblich die Brunnen vergiftet und damit die Pest verursacht hatten. Das Viertel wurde niedergebrannt, die dort lebenden Menschen wurden massakriert.

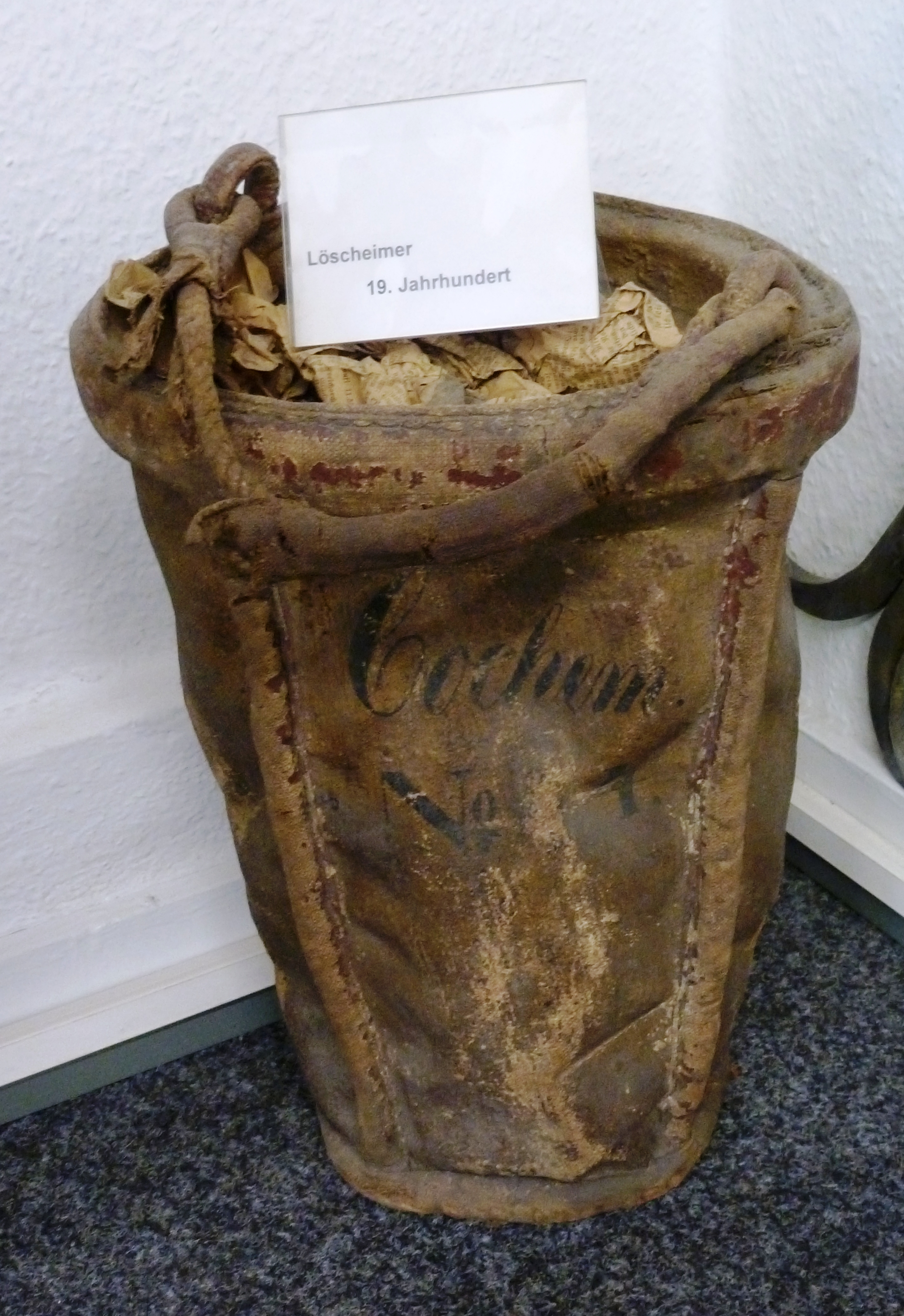
Löscheimer aus Leder

Im Jahr 1360 wurde der Brandschutz erstmals durch den Rat der Stadt Köln geregelt, indem er Zunftmitglieder zu Brandbekämpfern bestimmte. Wer zweimal seinen Einsatz als Feuerwehrmann nicht wahrnahm, wurde für ein Jahr aus Köln verbannt. Zudem wurden weitere Regeln aufgestellt: Amtsträger mussten unter anderem dafür sorgen, dass Schaulustige den Weg frei machten, und Bäckereien und Brauereien ihre Brunnen für das Löschen zugänglich machen. Dies gilt als die Gründung der ersten Feuerwehr in Deutschland. Nach Schaffung des Kölner Verbundbriefs im Jahr 1396 wurde die Brandbekämpfung noch strenger geregelt. Ab 1414 gab es Feuerwächter, die auf dem Rathausturm Dienst verrichteten.
Im Jahr 1450 wurde in Köln die erste hauptamtliche Feuerwehr ins Leben gerufen; Angehörige von in Köln ansässigen Bettelorden bildeten eine Reserve-Feuerwehr. In den folgenden Jahrhunderten wurde die Brandordnung ständig reformiert und erweitert. 1793 wurde die Brandbekämpfung der stadtkölnischen Artillerie-Kompanie überantwortet. Bei der Übergabe der Bestände stellte sich heraus, dass viele Teile fehlten, wie etwa rund ein Drittel der 750 Ledereimer, die bei den Zünften hätten vorhanden sein müssen. Es wird vermutet, dass Bürger sich daraus Schuhe gefertigt hatten.

### Bis 1872

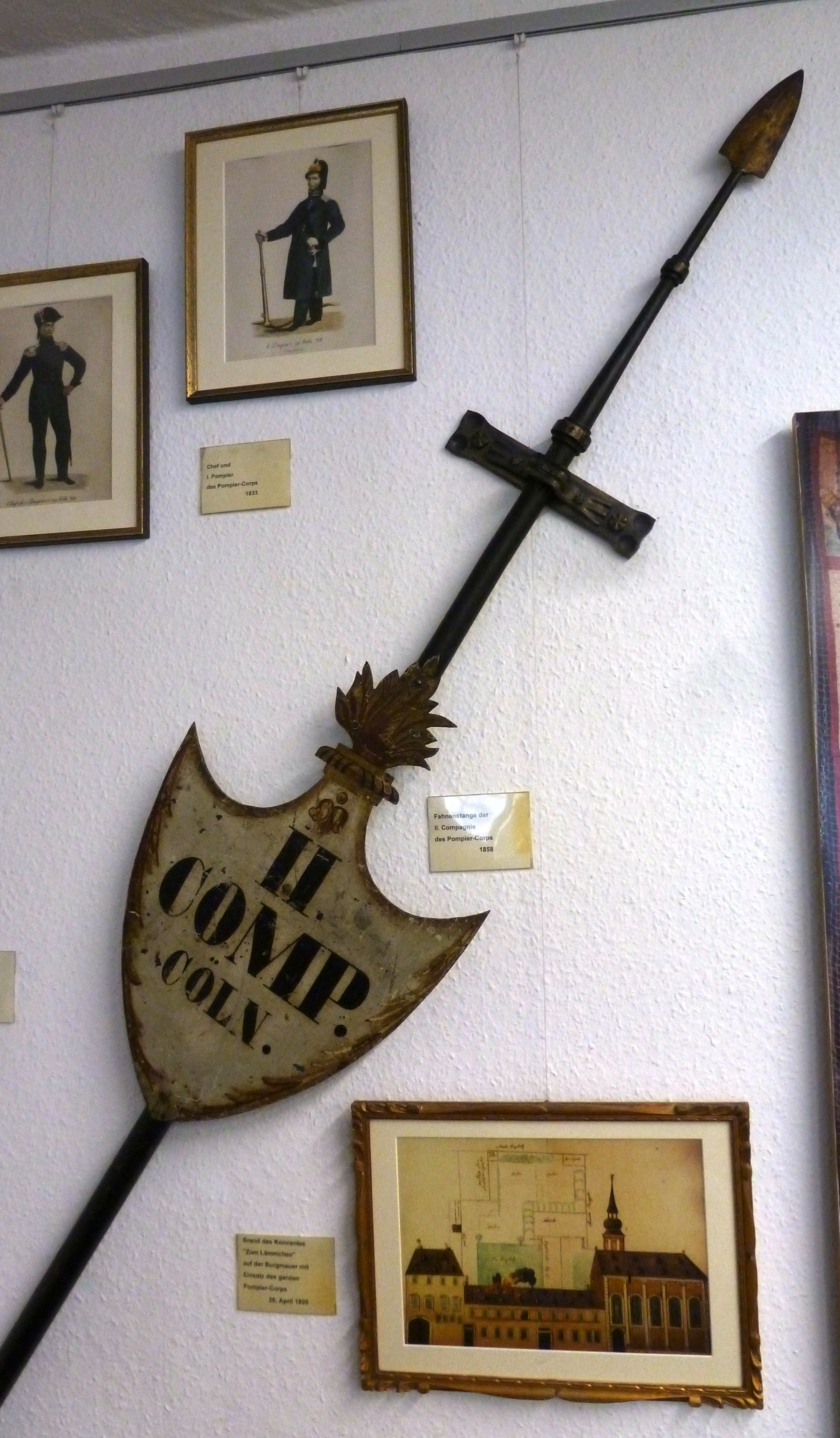
Fahnenstange des Corps des pompiers

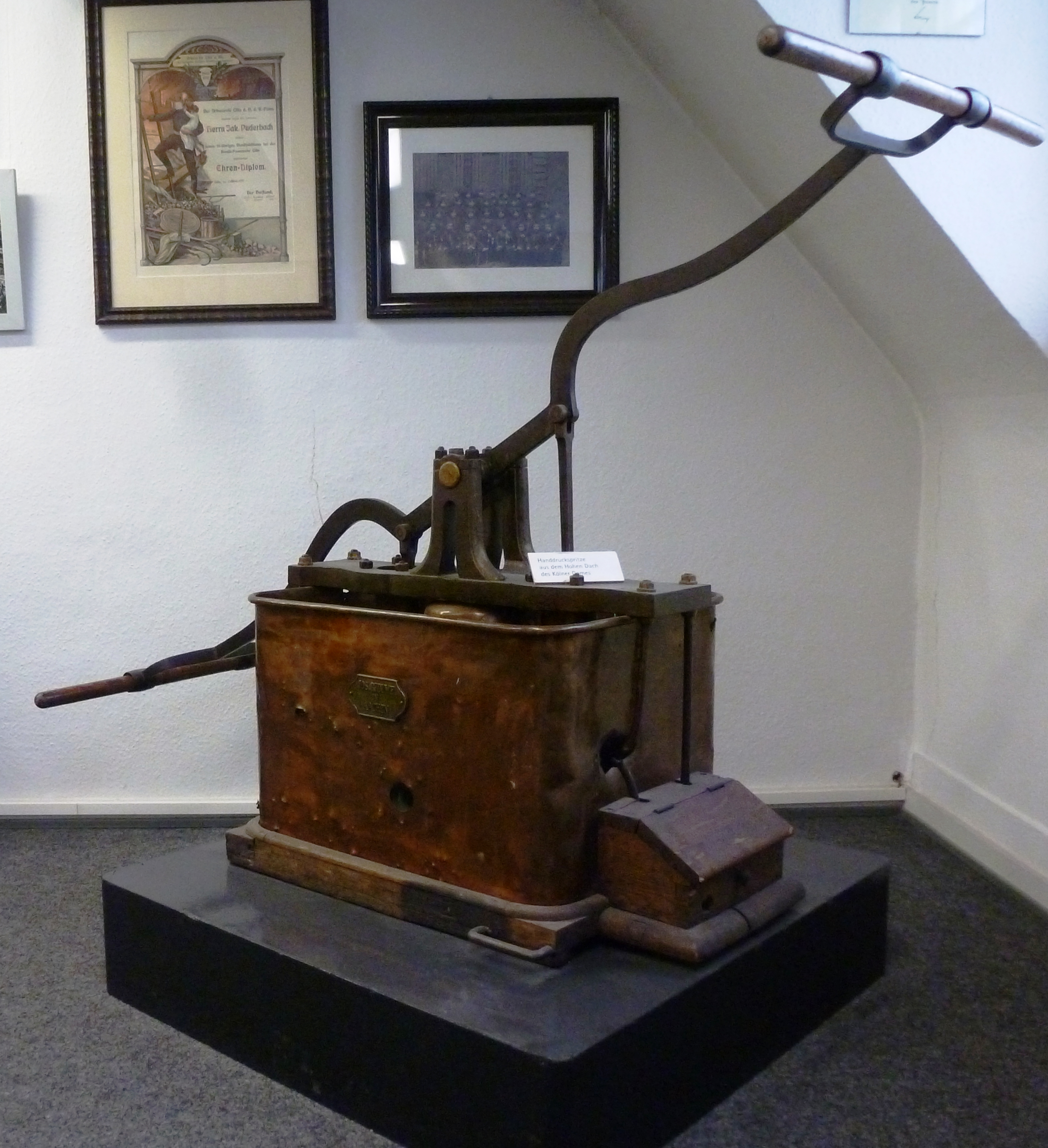
Handdruckspritze aus dem Kölner Dom

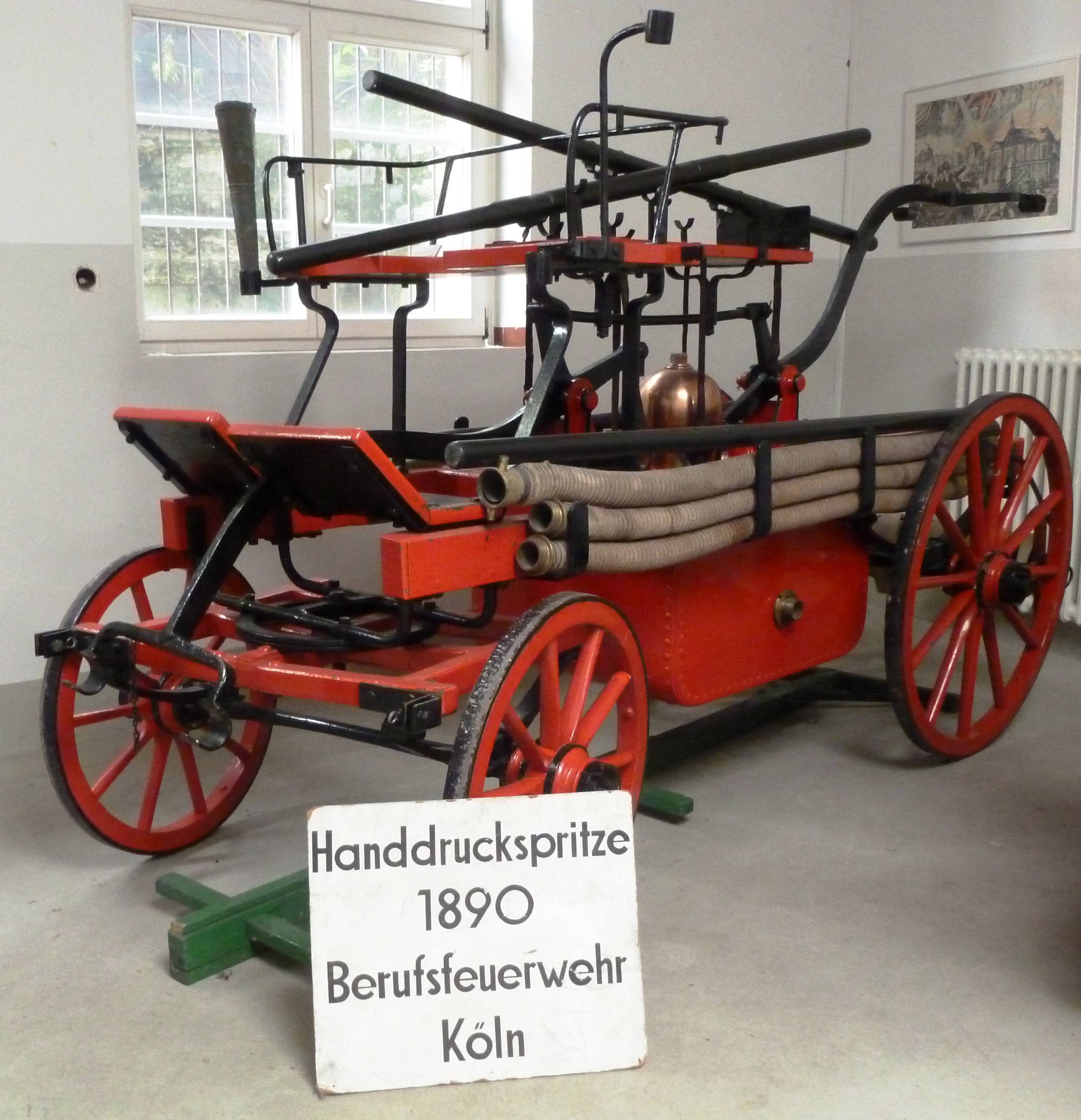
Handdruckspritze aus dem Jahr 1890

Nach der Übergabe Kölns an die Truppen Napoleons im Oktober 1794 dauerte es nur wenige Wochen, bis die französischen Behörden die für die Brandbekämpfung zuständigen Bürger aufforderten, Verzeichnisse des vorhandenen Materials anzulegen, und es erging der Befehl, dass alle fehlenden Geräte innerhalb von acht Tagen anzuschaffen seien, da sonst eine Strafe drohe. Im Jahr darauf wurden die Brandschutzbestimmungen verschärft, und die Einrichtung von Depots für die Löschgeräte wurde angeordnet. Im Département de la Roer wurde am 19. August 1801 vom ersten Kölner Maire Johann Peter Kramer die Einrichtung eines Corps des pompiers verfügt sowie im Oktober 1801 ein „Polizey-Reglement über Feuersbrünste“ erlassen, das aus 139 Artikeln bestand.
Nach dem Ende der Franzosenzeit fiel auf dem Wiener Kongress im Jahr 1815 die Freie Reichsstadt Köln in der Provinz Jülich-Kleve-Berg (ab 1822 Teil der Rheinprovinz) an das Königreich Preußen. Die unter französischer Besatzung geschaffenen Strukturen blieben zunächst bestehen. Im Jahr 1833 wurde eine „erneuerte Feuerordnung für die Stadt Köln“ erlassen. Danach bestand jede der vier Kompanien aus einem Chef, fünf Souschefs (Stellvertretern), 15 Pompiers (Feuerwehrmännern) und 25 Arbeitern, und jede Kompanie verfügte über fünf Feuerspritzen. Es gab erste Uniformen, die aus blauen Leibröcken mit schwarzen Samtkrägen bestanden. 1837 hieß es in den Gemeinnützigen und unterhaltenden rheinischen Provinzial-Blättern: „In Köln am Rhein besteht seit 34 Jahren ein vollständig reguliertes Pompiercorps, dessen Wirksamkeit so glückliche Resultate herbeigeführt hat, wie gewiss in der ganzen preußischen Monarchie nicht ähnliche aufgewiesen werden.“
Am 31. März 1851 explodierte das Artillerie-Laboratorium am Kartäuserwall. Dabei starben insgesamt 20 Soldaten, die unter großer Anteilnahme der Bevölkerung auf dem Melaten-Friedhof beigesetzt wurden, wo heute noch ein Mahnmal an sie erinnert. Im Jahr darauf gab es einen Großbrand am Rothgerberbach, der eine erneute Reorganisation der Feuerwehr zur Folge hatte, wie die Anschaffung weiterer Spritzen, höhere Besoldung sowie den Bau weiterer Depots. Im Jahr 1853 erhielt die Stadt zwei Spritzen von der Aachener und Münchener Feuer-Versicherung und 1854 eine weitere von der Kölnischen Feuer- und Unfallversicherung, der späteren Colonia, geschenkt.
Nach einem Brand im Jahr 1863 in der Großen Brinkgasse kam es zu Auseinandersetzungen zwischen Pompiercorps und Rat: Ein Stadtverordneter berichtete, die Spritzen seien nicht funktionsfähig gewesen und die Feuerwehrmänner betrunken. Die Folge waren neuerliche Überlegungen, die Feuerwehr besser zu organisieren, jedoch scheiterten weitere Verbesserungen weitgehend an den Kosten. Die erste, nur nachts und im Winter besetzte Feuerwache, wurde am 1. Dezember 1866 am Apostelnkloster in Betrieb genommen. Im Jahr 1868 schlug ein Ingenieur die telegraphische Verbindung – das Telefon kam erst Anfang der 1880er Jahre – zwischen Wasserwerk und Feuerwehr vor, die 1873 zur Ausführung kam. Auch konnten von nun an 42 Feuermeldestationen öffentlich benutzt werden.
Ende der 1860er Jahre kam es zu weiteren folgenschweren Bränden. Am tragischsten verlief 1869 der erneute Brand des Theaters in der Komödienstraße, der acht Tote forderte. Der damalige „Brand-Director“ Esser legte daraufhin Pläne zur Verstärkung der Feuerwehr vor. In der Stadtverordneten-Versammlung hieß es, der „Brand-Director scheine eine kostspielige Persönlichkeit zu sein, denn im Ganzen habe die bisherige Feuerwehr doch genügt“. Dem wurde entgegengehalten, „dass nach jedem Brandunglück die Einrichtung und das Verhalten der Feuerwehr kritisiert, dass aber Anträge, die eine Verbesserung desselben bezwecken, regelmäßig abgelehnt werden“.

## Geschichte der Berufsfeuerwehr

### Gründung und folgende Jahrzehnte

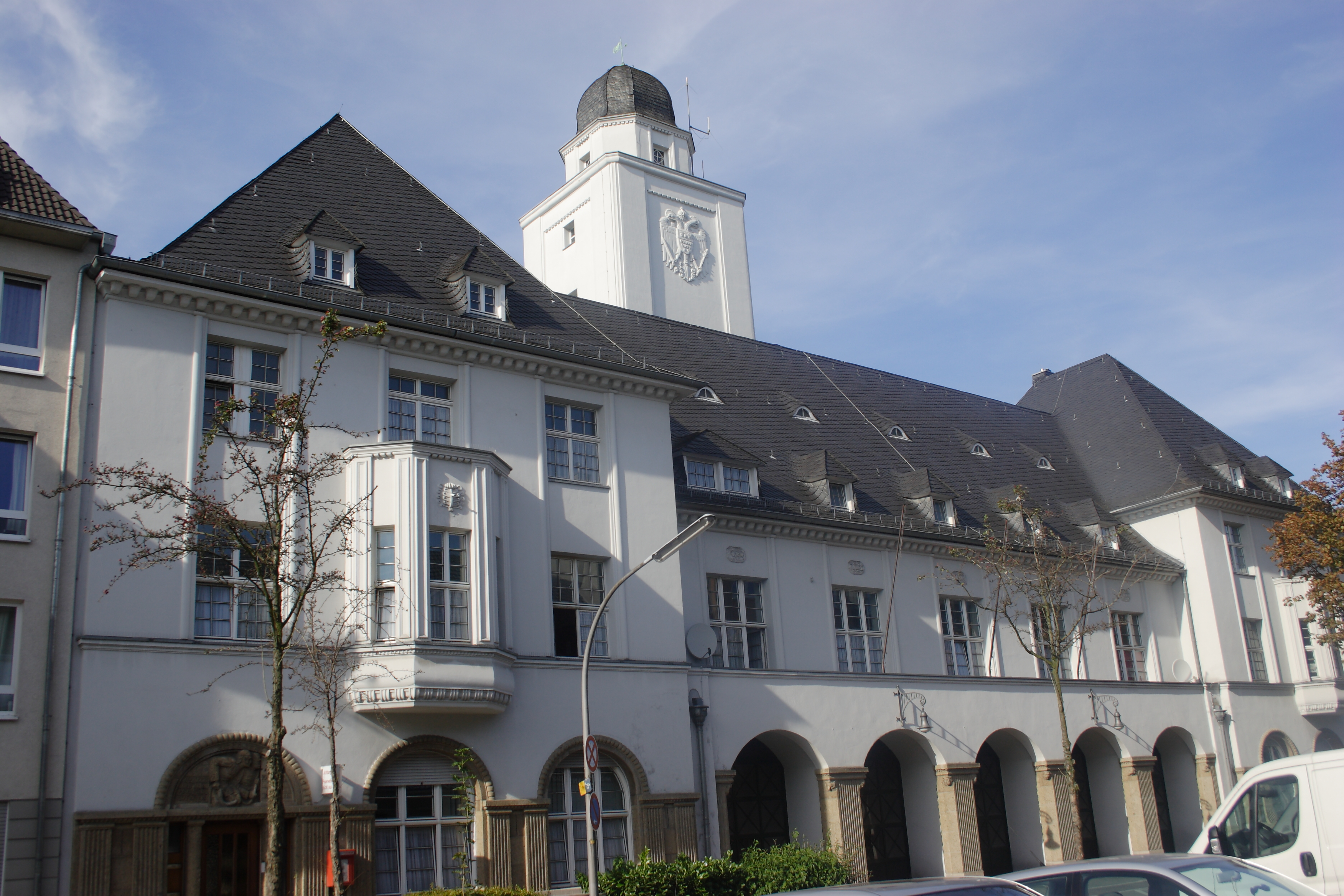
Die Feuerwache in Köln-Lindenthal

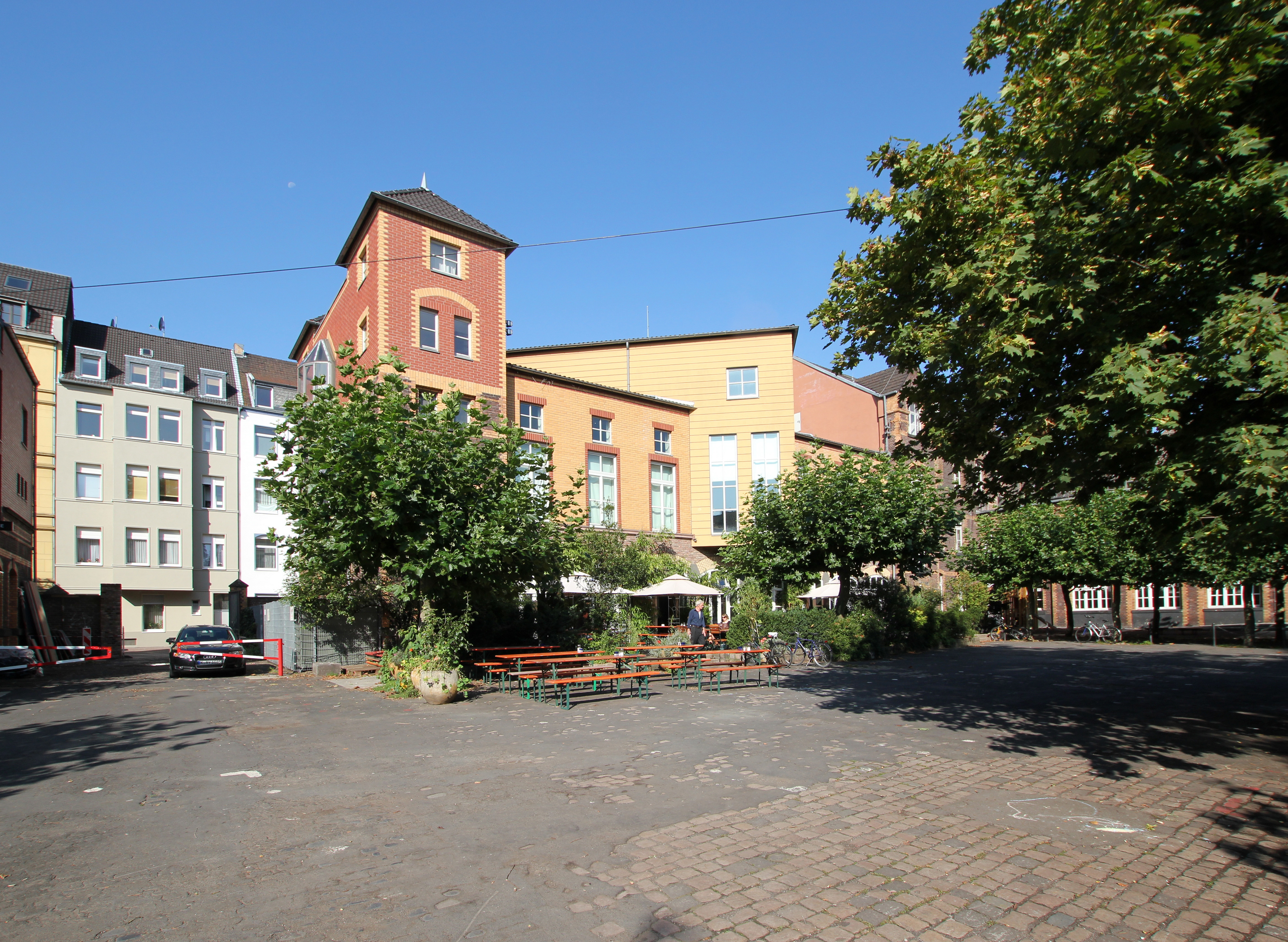
Die „Alte Feuerwache“ in der Kölner Innenstadt, heute ein Bürgerzentrum

Nach Beendigung des Deutsch-Französischen Krieges 1870/71 und der folgenden Gründung des Deutschen Reiches wurden die Pläne für eine bessere Feuerwehr in der Stadt umgesetzt: Am 26. Mai 1872 unterschrieben 48 Männer die „Bedingungen für die Annahme von Mannschaften der Feuerwehr von Cöln“, am 2. Juni wurden die Männer in der Turnhalle der Gewerbeschule, des heutigen Friedrich-Wilhelm-Gymnasiums, vereidigt. Die Berufsfeuerwehr von Köln war gegründet.
Eine neue Feuerlösch-Ordnung trat in Kraft, und für den Dienst war strengste Disziplin gefordert. Branddirektor Wienecke hatte mit vielen Problemen zu kämpfen. Nachdem ihm 1875 eine angestrebte Gehaltserhöhung von 1300 auf 2000 Taler abgelehnt worden war, kündigte er. Sein Nachfolger wurde Edmund Brüllow, der ein Jahresgehalt von 5000 Mark erhielt und bis 1899 im Amt blieb. Unter ihm wurden Kranken- und Unfallversicherung für die Feuerwehrmänner eingeführt. Auch setzte er es durch, dass die bisherige Nebenwache am Apostelnkloster zu einer Hauptwache umgebaut wurde, wo auch ein geregelter Übungsbetrieb durchgeführt werden konnte. Zwar stiegen die jährlichen Kosten für die Feuerwehr von 6000 auf 85.000 Mark, im Gegenzug senkten aber die Versicherungen ihre Prämien derart, dass die Kölner Bürger rund 158.000 Mark sparen konnten.
Im Jahr 1887 wurde mit finanzieller Unterstützung der Versicherungen die erste Dampfspritze angeschafft. Die Eingemeindung von Vororten nach Köln im Jahr darauf machte neue Einrichtungen notwendig wie den Bau weiterer Feuerwachen. Die neue Hauptfeuerwache (heute Bürgerzentrum „Alte Feuerwache“) wurde 1890 in der Melchiorstraße in Betrieb genommen. Die Berufsfeuerwehr hatte nun 96 Mann und ein Jahresbudget von 200.000 Mark, dazu gab es Freiwillige Feuerwehren mit 300 Mann. Im Jahr 1899 wurde der Berufsfeuerwehr der Krankentransport übertragen, zwei bespannte Krankentransportwagen angeschafft und für den Betrieb derselben neun weitere Feuerwehrmänner eingestellt sowie zwei Pferde gekauft. 1901 wurde der Bau einer Hafenfeuerwache beschlossen und für ihren Betrieb 1902 die erste automobile Gasspritze erworben, die 19 Jahre lang, bis zur Schließung der Hafenwache, in Betrieb blieb. Zwischen 1872 und 1904 wurden insgesamt fünf Feuerwachen in Betrieb genommen, darunter die Feuerwache IV Köln-Süd.
1902 wurde das erste Kölner Feuerwehrauto (eine automobile Gasspritze mit 2,5 PS und 16 km/h Höchstgeschwindigkeit) in Dienst gestellt und 1904 der erste dampfautomobile Löschzug in Deutschland. 1911 erfolgte der Bezug einer neuen Feuerwache in Deutz, die einen elektrisch angetriebenen Löschzug erhielt. Drei Jahre später sollte eine Feuerwache in Lindenthal entstehen, die aber wegen des Ersten Weltkriegs erst 1921 in Betrieb genommen wurde. 1916 wurde ein Löschboot angeschafft, das bis 1963 in Betrieb blieb.
Im Ersten Weltkrieg wuchs die Zahl der Brände durch die Umstände stetig an, andererseits wurden von den rund 200 Feuerwehrmännern der Berufsfeuerwehr rund die Hälfte als Soldaten eingezogen, bei der Freiwilligen Feuerwehr mit rund 550 Angehörigen verhielt es sich ähnlich. Als klar wurde, dass die Sicherheitsvorkehrungen in der Stadt zu stark vernachlässigt wurden, wurden im Jahr 1916 Soldaten, die nur garnisonsdienstfähig waren, zu Feuerwehrleuten ausgebildet. Ein besonders großes Problem stellten die zahlreichen Sprengstofffabriken in Köln dar, in denen sich immer wieder Explosionen mit vielen Todesopfern ereigneten. Allein 1917 gab es 24 Großbrände in Köln, darunter im Städtischen Schlachthof, der Luftschifferhalle und in der Haupthalle der Werkbundausstellung. Am 25. März, 18. Mai und 22. August 1918 folgten große Luftangriffe, die zahlreiche Tote zur Folge hatten.
Bei Kriegsende war die Ausrüstung der Kölner Feuerwehr in schlechtem Zustand. In den revolutionären Wirren mussten die Feuerwachen sogar vor Plünderungen geschützt werden. 1920 jedoch erreichte die Berufsfeuerwehr nach dem Übergang vom 48-Stunden- auf den 24-Stunden-Dienst mit insgesamt 369 Mitarbeitern ihre größte Personalstärke seit 1872, die sich auf acht Feuerwachen, die Hafenfeuerwache, zwei Theaterwachen in Opern- und Schauspielhaus sowie die Feuermeldezentrale der Freiwilligen Feuerwehr in Mülheim verteilten. Aufgrund der Inflation wurde bis 1929 der Personalbestand allerdings auf Anweisung von Oberbürgermeister Konrad Adenauer drastisch reduziert, die verbliebenen Feuerwehrleute mussten länger arbeiten, die Feuerwache in Nippes wurde geschlossen, und weitere Einsparmaßnahmen wurden durchgeführt. Die Rheinische Zeitung schrieb: „Von Adenauer geht das Gerücht, dass er eine Aversion gegen die Feuerwehr habe.“ Auch aus Kostengründen wurden im Jahre 1926 alle pferdebespannten Löschzüge durch motorisierte ersetzt.
1929 kamen zwei Feuerwehrmänner bei einem Kellerbrand im Ehape-Kaufhaus an der Venloer Straße aufgrund einer Rauchvergiftung ums Leben. Rauchvergiftungen waren bis zu diesem Zeitpunkt kaum vorgekommen, da die meisten damaligen Wohnungen spärlich möbliert und natürliche Stoffe wie Holz, Papier oder Textilien in Brand geraten waren; im Keller des Kaufhauses hatte jedoch Zelluloid Feuer gefangen, und es hatten sich Giftstoffe entwickelt. Anschließend erhielt jeder der 307 Kölner Feuerwehrmänner eine persönlich angepasste Gasmaske, und der Angriffstrupp musste immer aus drei Mann bestehen.

### 1933 bis 1945

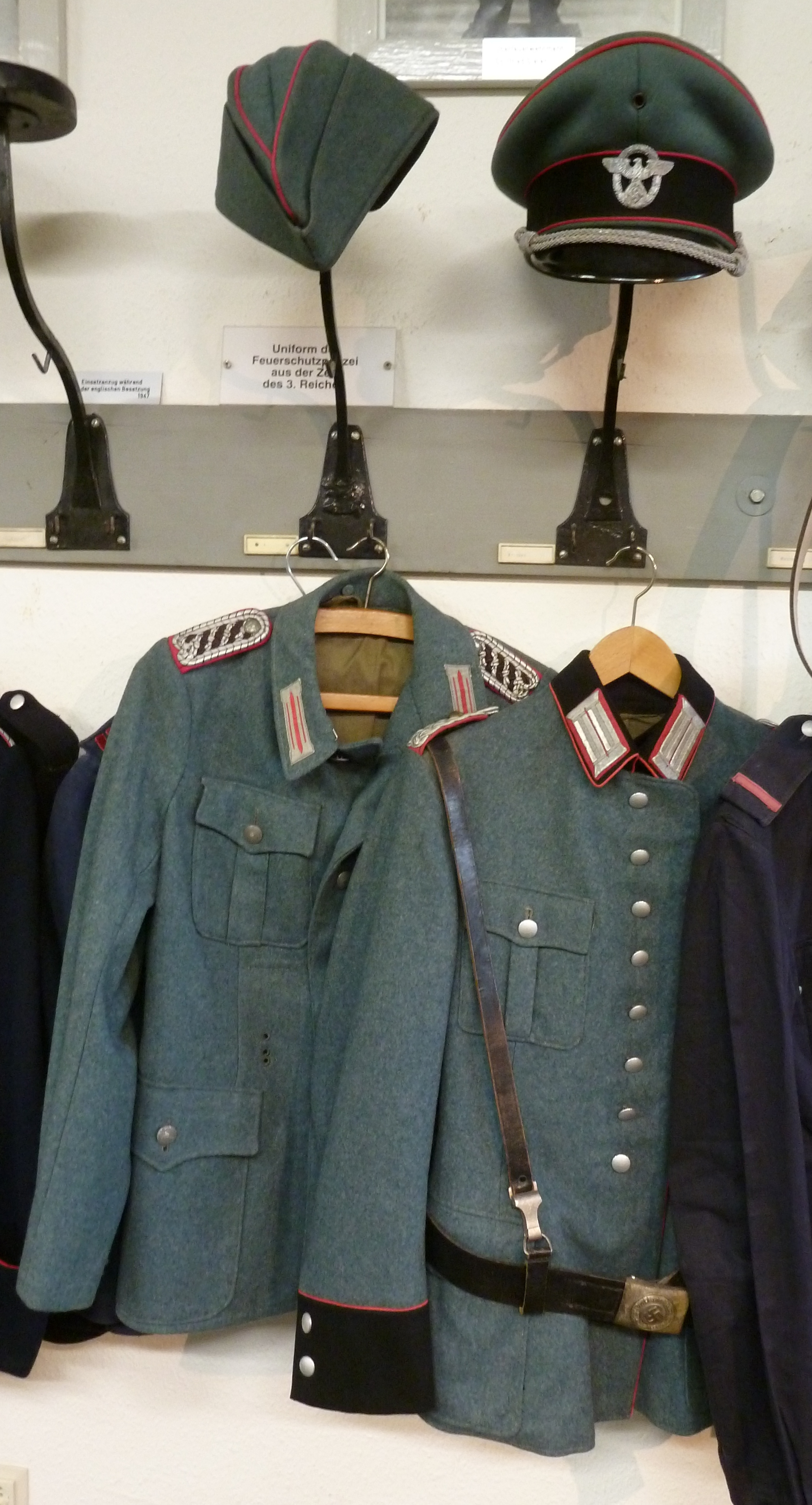
Feuerwehruniformen aus der NS-Zeit

Kurz nach der Machtergreifung der NSDAP wurde die Kölner Feuerwehr im März 1933 angewiesen, sich nicht mehr von „jüdischen Firmen“ beliefern zu lassen, auch durfte die Feuerwehr keine Menschen jüdischer Herkunft beschäftigen, wobei sich herausstellte, dass dies ohnehin nicht der Fall war.
Schon im Jahr 1933 nach der Machtergreifung der Nationalsozialisten wurde die Kölner Berufsfeuerwehr in die Planungen für einen künftigen Luftschutz einbezogen. Mit Wirkung vom 1. Januar 1934 wurden mit dem „Gesetz über das Feuerlöschwesen“ des Landes Preußen auch die Berufsfeuerwehr der Stadt Köln als Feuerlöschpolizei dem Polizeipräsidenten Ordnungspolizei (→ Feuerwehren in der NS-Zeit) unterstellt. 1936 wurde in Köln eine erste große Luftschutzübung unter Beteiligung der Feuerwehr durchgeführt.
Schlussstein für die von den Nationalsozialisten durchgeführte Einbindung des Feuerlöschwesens in die Polizei bildete das am 23. November 1938 erlassene „Gesetz über das Feuerlöschwesen“. Darin wurde den Ländern die Kompetenz für das Feuerwehrwesen entzogen, und die Dienstaufsicht ging auf das Reich über. Als Teil der Ordnungspolizei wurde aus der Feuerlöschpolizei und den Werk- und Freiwilligen Feuerwehren die Feuerschutzpolizei gebildet. Deren Offiziere und Mannschaften erhielten Polizeidienstgrade, jeweils mit dem Zusatz „.. der Feuerschutzpolizei“ versehen (z. B. Wachtmeister der Feuerschutzpolizei). Ab 31. Juli 1940 wurden alle neuen Feuerwehrfahrzeuge nur noch im Tannengrün (RAL 6009) der Polizei ausgeliefert.
Den Nationalsozialisten galt die Kölner Berufsfeuerwehr als eine „Hochburg des Marxismus“ und „als Gipfelleistung der roten und schwarzen Herrscher, die weder in Köln noch im Reich an marxistischem Sumpf und Geist übertroffen werden kann“. Am 1. Mai 1933 wurden die Feuerwehr-Gewerkschaften verboten. Einige Funktionäre, darunter der Obmann des Verbandes Deutscher Berufsfeuerwehrmänner (VDB), Oberfeuerwehrmann Georg Pütz, wurden in „Schutzhaft“ genommen. Bis Ende 1934 wurden 16 Angehörige der Feuerwehr aus politischen Gründen entlassen, zehn weitere, darunter der bisherige konservativ-katholische Branddirektor Sturm, frühzeitig pensioniert und sieben Mitarbeiter versetzt. Ersetzt wurden diese Feuerwehrleute z. B. durch Angehörige der SA.
Branddirektor Sturm wurde im Jahr 1937 gemeinsam mit Branddirektoren aus anderen Städten wegen Bestechlichkeit angeklagt; die Vorwürfe stammten zum Teil noch aus der Zeit vor 1933. Fünf Angeklagte begingen im Verlauf des Prozesses Suizid. Sturm wurde zu zweieinhalb Jahren Zuchthaus, fünf Jahren Ehrenverlust und einer hohen Geldstrafe verurteilt, zudem verlor er seine Pensionsansprüche. Das Urteil gegen ihn wurde 1949 aufgehoben.
Im Mai 1934 kam der Vorsteher der Feuerwache Alter Markt Dr. Niehaus, ein promovierter Jurist und Chemiker, bei der Bekämpfung eines Brandes in der Chemischen Fabrik Kalk (CFK) ums Leben, nachdem dort ein Glasbehälter mit Salpetersäure zerbrochen war und Niehaus gemeinsam mit Kollegen versucht hatte, die Gase mit Sprühstrahl zu bekämpfen.
Während der Novemberpogrome 1938 wurden in Köln die Synagogen Roonstraße, Glockengasse und Körnerstraße angezündet. Die Feuerwehr wurde von Polizei und SS an Löscharbeiten gehindert; Ausnahmen gab es nur, wenn „nichtjüdisches“ Eigentum gefährdet war. Der Vorsteher der Feuerwache Lindenthal verzögerte das Ausrücken der Löschfahrzeuge, bis die Synagoge in der Körnerstraße lichterloh in Flammen stand. Schwerverletzte jüdische Menschen aus ganz Köln mussten in das Jüdische Krankenhaus nach Ehrenfeld gebracht werden. „Auf Bitten der Krankenhausleitung an die Berufsfeuerwehr blieb das Fahrzeug mit den Beamten zum Schutz dann dort.“
Am Tag des Angriffs auf Polen, dem 1. September 1939, wurde in Köln umgehend der Luftschutz aufgerufen. Die Besatzungen der Wachen durften erst nach 14 Tagen wieder nach Hause. Schon zu dieser Zeit bestand neben der Berufsfeuerwehr und der Freiwilligen Feuerwehr der Feuerlösch- und Entgiftungsdienst vorwiegend aus Männern, die zwischen 36 und 64 Jahren alt und keine ausgebildeten Feuerwehrmänner waren, da viele Angehörige der Berufsfeuerwehr zur Wehrmacht eingezogen, zur Luftfahrtindustrie oder zur Organisation Todt beordert worden waren. Der Feuerlösch- und Entgiftungsdienst war nun Teil des Sicherheits- und Hilfsdienstes (SHD) und unterstand dem Polizeipräsidenten.
Auf Köln erfolgte ein erster Luftangriff im Zweiten Weltkrieg durch die britische Royal Air Force am 18. Juni 1940. In der Nacht auf den 31. Mai 1942 führte das RAF Bomber Command die Operation Millennium gegen Köln durch, den ersten „1000-Bomber-Angriff“ auf eine deutsche Stadt. Dabei starben 494 Menschen, darunter 26 Feuerwehrmänner, über 5000 wurden verletzt. Von etwa 12.000 Bränden wurden 2500 von der Feuerwehr als „groß“ bezeichnet. 3300 der rund 58.000 Kölner Häuser wurden total zerstört und über 45.000 Kölner waren obdachlos. Im Herbst 1942 wurde die Feuerschutzpolizei und die Luftschutzpolizei, Nachfolger des Sicherheits- und Hilfsdienstes, der SS- und Polizeigerichtsbarkeit unterstellt. Bis zum März 1945 gab es insgesamt 262 Fliegerangriffe auf die Stadt, bei denen es 20.000 Tote gab und 70 Prozent der Wohnungen zerstört wurden. Alle Feuerwehrmänner verließen mit allen Feuerwehrfahrzeugen am 6. März 1945 die Stadt und fuhren in rechtsrheinisches Gebiet. Am 13. April 1945 erteilte der Kommandeur der Feuerschutzpolizei Köln, Oberst Walter Hans, den Befehl, vorhandene Waffen zu vernichten, die Fahrzeuge abzugeben, sich zu ergeben oder einfach nach Hause zu gehen.

### Seit 1945

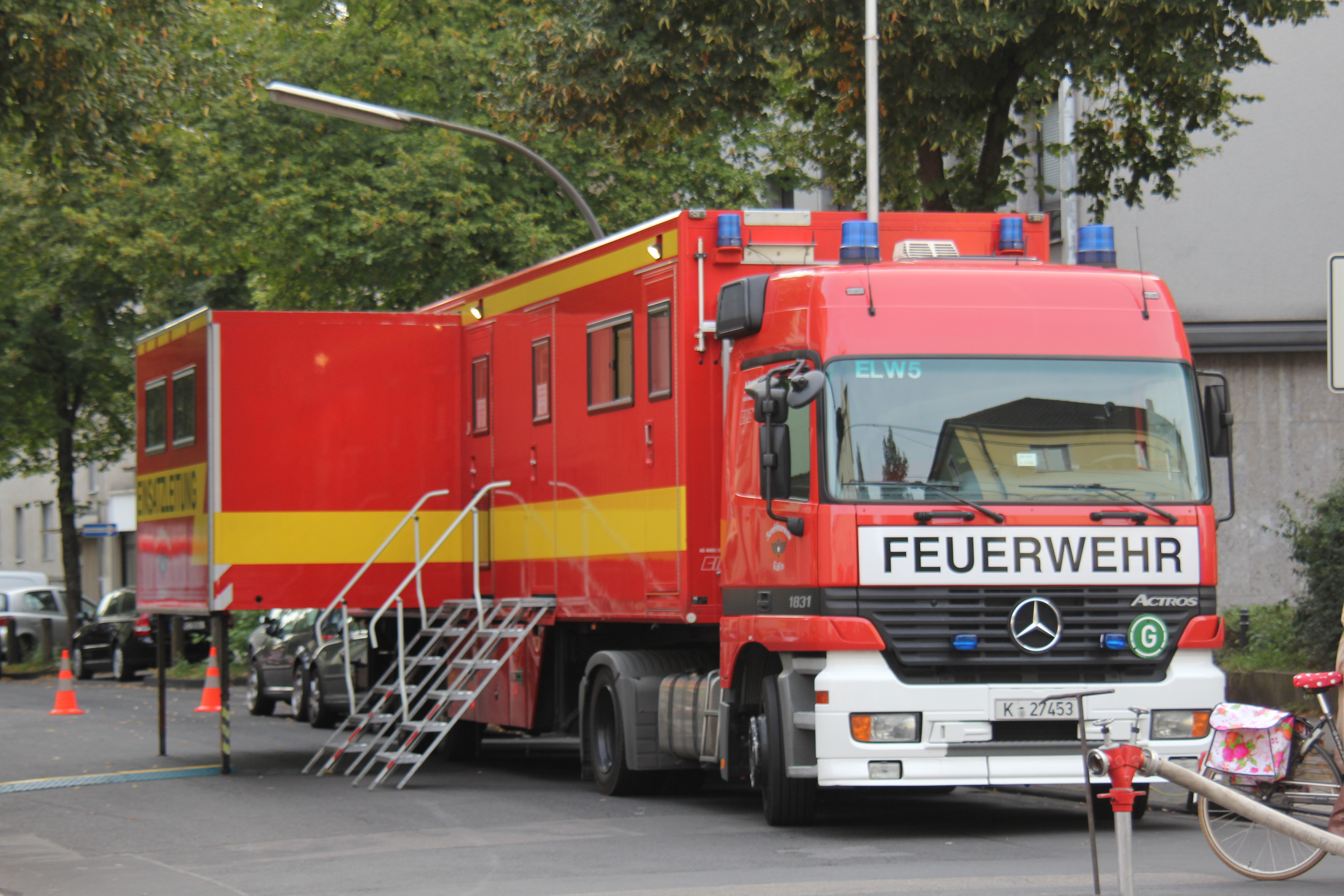
Einsatzleitfahrzeug ELW 5 der Kölner Berufsfeuerwehr

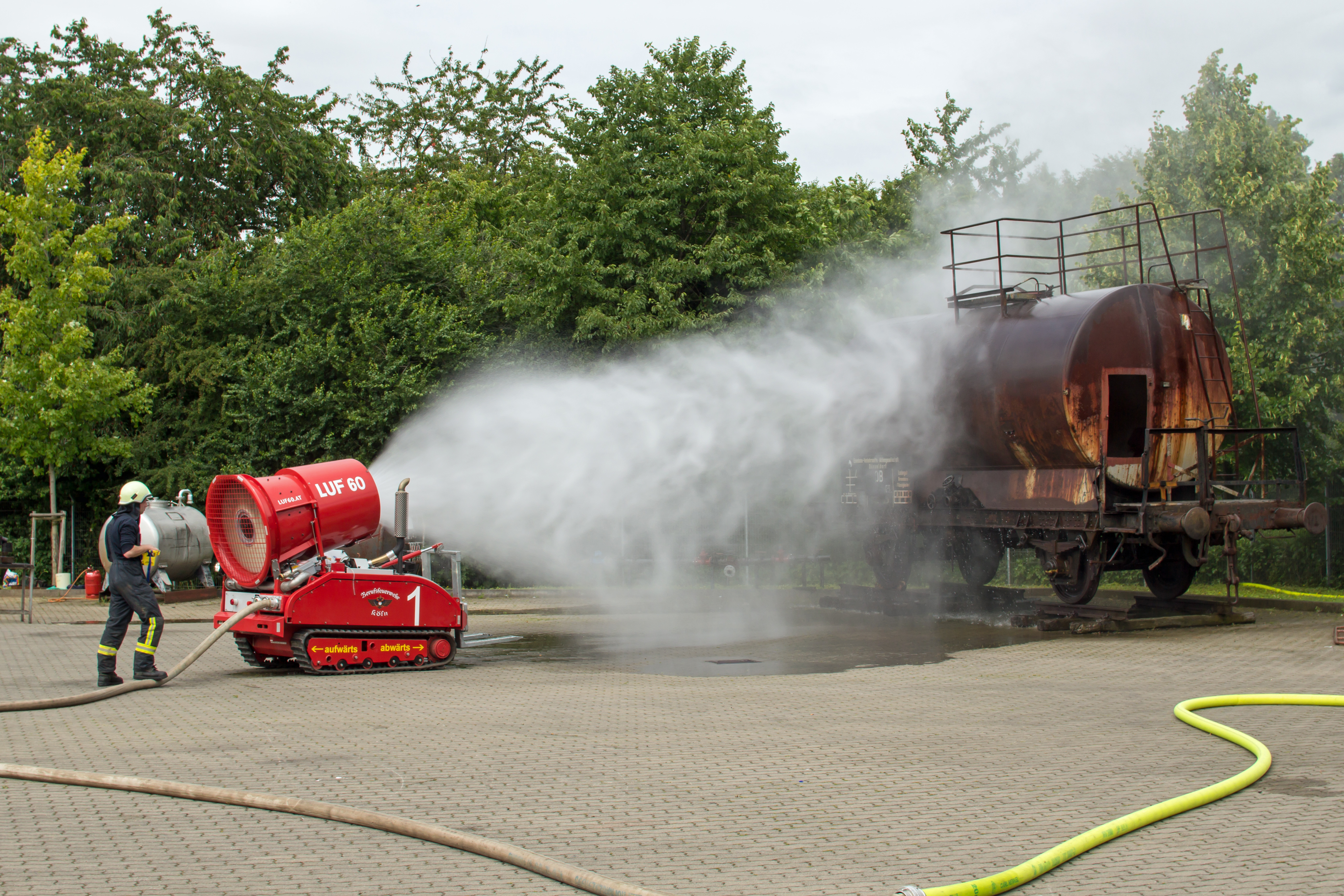
Aerosollöschfahrzeug LUF 60 bei einer Vorführung

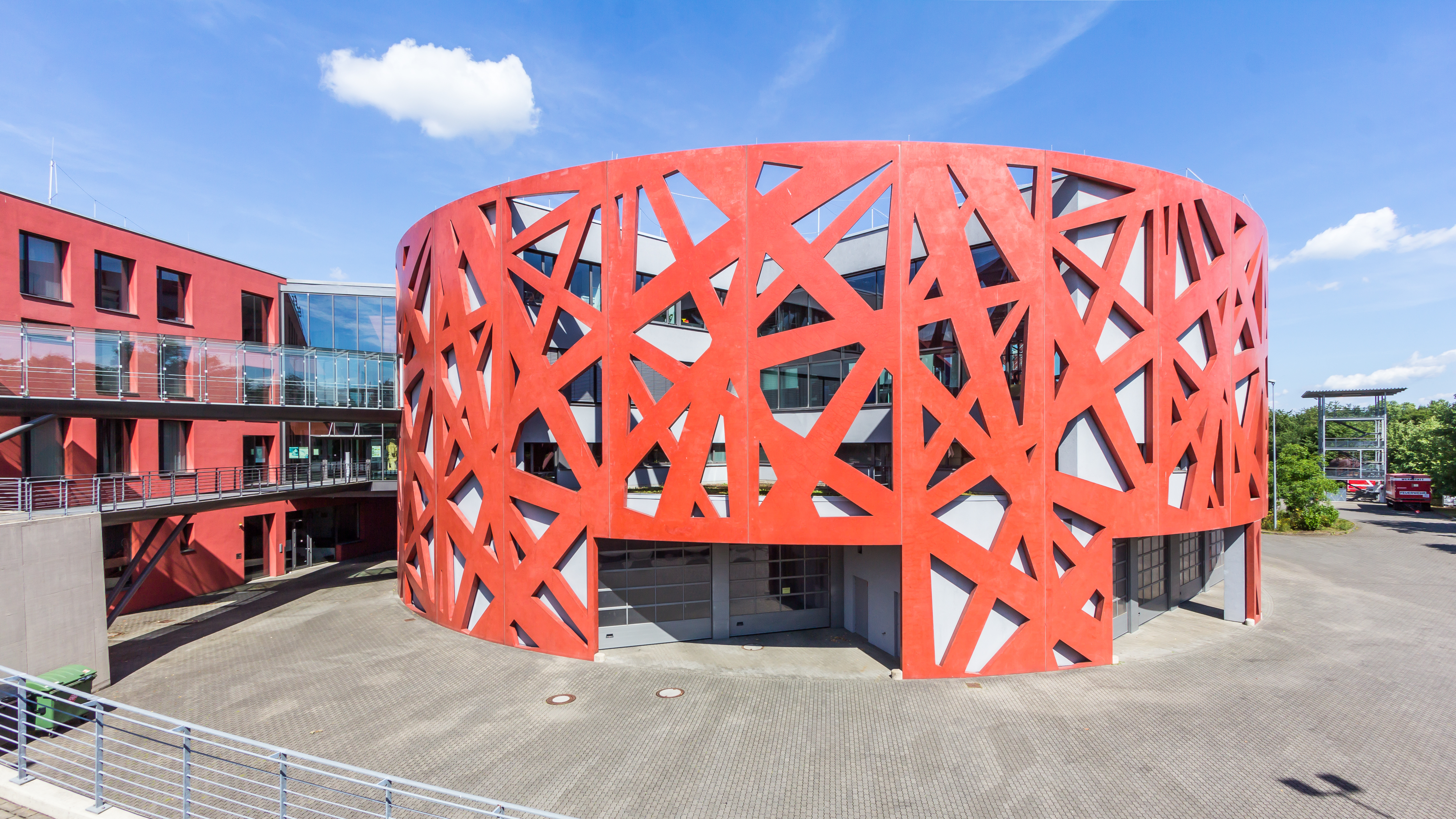
Das Führungs- und Schulungszentrum in der Scheibenstraße

Am 10. März 1945 wurde der Kölner Jakob Krings von der britischen Militärregierung beauftragt, den Feuerschutz in Köln wieder aufzubauen. Zuvor waren Lautsprecherwagen durch die Stadt gefahren und hatten ehemalige Angehörige von Polizei und Feuerwehr aufgefordert, sich für den Dienst bei der Feuerwehr zu melden. Krings organisierte in Rondorf ein altes Löschfahrzeug vom Typ Opel Blitz. Krings begann seine Arbeit mit insgesamt 15 Mitarbeitern, von denen drei jedoch wegen ihrer Mitgliedschaft in der NSDAP wieder gekündigt wurde, doch schon im Juni betrug die Zahl der Mitarbeiter über 200. Von den neun Feuerwachen waren vier komplett zerbombt, andere nicht zugänglich oder wurden von den Alliierten genutzt. Die Feuerwache in der Vondelstraße, obwohl teilweise zerstört, wurde als erste in Betrieb genommen. Sie wurde bis 1948 größtenteils in Eigenleistung wieder aufgebaut. Auch die 422 öffentlichen und 435 privaten Feuermelder sowie die verbindenden Kabelleitungen waren weitgehend zerstört.
In der Folge gab es immer wieder Tauziehen um die Einstellung von Männern aufgrund ihrer politischen Einstellung. Im Oktober 1948 beschloss der Betriebsrat, alle in Entnazifizierungsverfahren als Mitläufer eingeordnete Feuerwehrbeamte so einzustufen, wie sie im Jahr 1933 besoldet gewesen waren.
Im Oktober 1948 übernahm Oberst Hans wieder die Leitung der Kölner Feuerwehr. Obwohl er sich erfolgreich für Personal und Ausstattung einsetzte, wurde er angefeindet, vor allem aus Reihen der SPD, da er 1933 zur Entlassung des Oberfeuerwehrmannes Georg Pütz beigetragen habe. Bei einer Betriebsversammlung im März 1950 stimmten jedoch 95 Prozent der Anwesenden für seinen Verbleib im Amt.
Am 16. September 1948 kam erneut ein Feuerwehrmann aufgrund fehlenden Atemschutzes bei einem Brand im Keller eines Hochhauses am Hansaring ums Leben. Sein Vorgesetzter wurde zu vier Monaten Gefängnis verurteilt, weil er den Einsatz von Sauerstoffgeräten nicht umgehend angeordnet habe.
Im April 1945 waren wieder erste Krankentransporte aufgenommen worden. Die Fahrzeuge, meist in marodem Zustand, stammten überwiegend aus Wehrmachtsbeständen. Ab Beginn der 1950er Jahre wurde die Flotte ausgebaut, da die Zahl von Unfällen aufgrund des zunehmenden Straßenverkehrs stetig zunahm; 1957 wurde der erste, eigens konzipierte, Notarztwagen in Betrieb genommen. 1956 kamen Transportmöglichkeiten für frühgeborene Säuglinge hinzu. Ab August 1954 war die Feuerwehr zudem für Tiertransporte zuständig, wofür ein Anhänger zur Verfügung stand; 1969 wurde der erste Tiertransportwagen angeschafft. 1955 erfolgte der Aufbau einer Taucherabteilung. Ab Ende der 1950er Jahre verfügte die Kölner Feuerwehr über einen modernen Fahrzeugpark mit Fahrzeugen von Magirus-Deutz; bis 1962 wurden die Kriegsfahrzeuge verkauft oder verschrottet. 1956 wurde die Feuer- und Rettungswache Ehrenfeld und 1962 die neue Innenstadtwache Agrippastraße eingeweiht.
Vom 23. Juni bis 2. Juli 1961 fand in den Rheinhallen 7 und 8 die Ausstellung Der Rote Hahn – Interschutz statt. Dort präsentierten sich außer der Industrie auch die im Katastrophenschutz mitwirkenden Behörden und Organisationen. Auch Berufsfeuerwehren aus dem Ausland wie aus Bern, Paris und Wien sowie Versicherungen und das Schornsteinfegerhandwerk waren unter anderen als Aussteller vertreten. Täglich gab es historische Vorführungen der Brandbekämpfung im 16. Jahrhundert.
In den folgenden Jahrzehnten wurden Ausstattung, Logistik und Aufgaben der Kölner Feuerwehr stetig ausgebaut. So wurde 1967 das erste stadteigene Feuerlöschboot eingeweiht, 1971 flog der Rettungshubschrauber Christoph 3 erstmals, und 1978 wurde die Feuer- und Rettungswache Scheibenstraße, in der sich die Leitstelle befindet, eröffnet.
Nach Schätzungen von Anfang der 1990er Jahre bedeuten 25 Jahre im Rettungsdienst der Kölner Feuerwehr pro Mann rund 20.000 Einsätze, 12.750 Fahrten „mit Sonderrechten“, 910 Einsätze mit Kindern und 875 Tote. Diese Belastung führte zunehmend zu psychischen Erkrankungen bei den Männern der Feuerwehr, und deshalb wurde 1993 der erste Feuerwehrseelsorger beauftragt, woraus sich später ein psychosoziales Nachsorgeteam entwickelte.
Im Jahr 1996 kam der 25-jährige Brandmeister Andreas Stampe bei einem Kellerbrand in Zollstock durch eine Rauchvergiftung ums Leben, weil sich seine Feuerwehrleine verfangen hatte und er deshalb nicht rechtzeitig den Brandort hatte verlassen können. Zwar konnte er bewusstlos gerettet werden, starb aber nach drei Tagen im Krankenhaus. Der Abschlussbericht zu dem Vorfall führte zu einer bundesweiten Änderung der Feuerwehr-Dienstvorschrift für den Atemschutzeinsatz (FwDV 7).
Aufgrund der Eingemeindungen und des weiteren Siedlungswachstums mussten auch neue Wachen der Feuerwehr errichtet werden. 1987 wurde die Feuer- und Rettungswache Lövenich, 1994 die Feuer- und Rettungswache Chorweiler, 2002 die Feuer- und Rettungswache Marienburg und 2003 die Feuer- und Rettungswache Ostheim in Betrieb genommen. Im Januar 2006 wurde der Neubau eines Führungs- und Schulungszentrums für die Kölner Feuerwehr, ebenfalls in der Scheibenstraße, eingeweiht. Ein solches Zentrum war notwendig geworden, weil sich die Zahl der Feuerwehranwärter von 40 auf 170 erhöht und die Länge der Ausbildung von zwölf auf 22 Monate verlängert hatte. Die Leitstelle wurde ebenfalls modernisiert.

### Leiter der Feuerwehr Köln

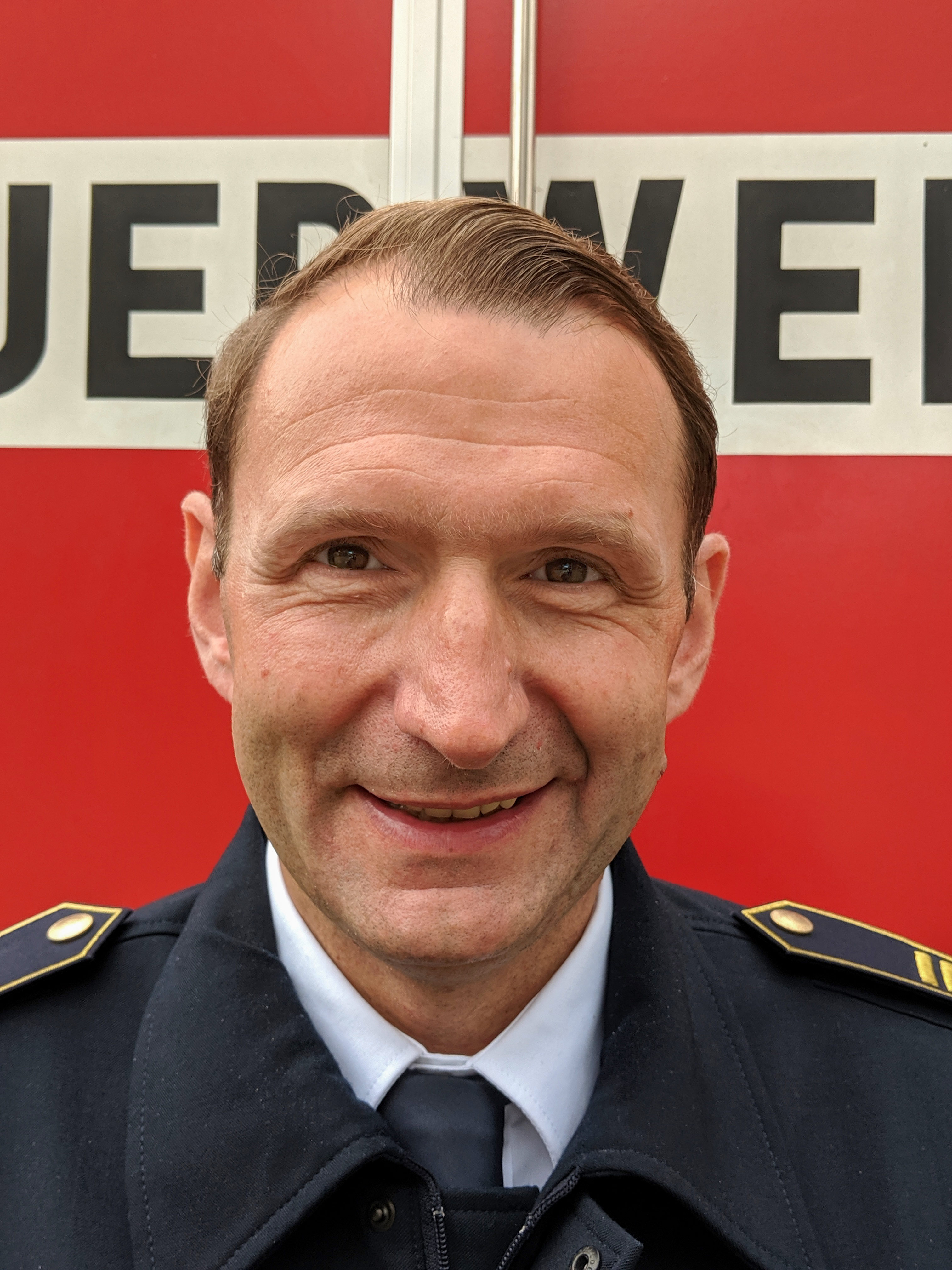
Christian Miller leitet die Kölner Feuerwehr seit 2019

| Nr | Vorname   | Nachname    | Zeitraum                                            |
| -- | --------- | ----------- | --------------------------------------------------- |
| 01 | Theodor   | Wienecke    | 22.07.1871 – 30.09.1875                             |
| 02 | Edmund    | Brüllow     | 01.10.1875 – 30.09.1899                             |
| 03 | Eugen     | Schoebel    | 01.10.1899 – 31.08.1917                             |
| 04 | Hermann   | Kraetschell | 01.09.1917 – 21.11.1918                             |
| 05 | Wilhelm   | Sturm       | 22.11.1918 – 31.05.1934                             |
| 06 | Wilhelm   | Hildebrand  | 01.06.1934 – 31.03.1945                             |
| 07 | Jakob     | Krings      | 10.03.1945 – 27.10.1947 (Kommissarische Leitung)    |
| 08 | Walter    | Hans        | 01.04.1945 – 24.05.1945 und 28.10.1948 – 30.09.1958 |
| 09 | Rudolf    | Gelbert     | 01.10.1958 – 30.09.1964                             |
| 10 | Rudolf    | Bötcher     | 01.10.1964 – 30.09.1970                             |
| 11 | Günter    | Preuß       | 01.10.1970 – 31.03.1986                             |
| 12 | Dieter    | Karlsch     | 01.04.1986 – 31.08.1989                             |
| 13 | Stephan   | Neuhoff     | 01.09.1989 – 28.02.2014                             |
| 14 | Johannes  | Feyrer      | 01.03.2014 – 30.04.2019                             |
| 15 | Christian | Miller      | 01.05.2019 –                                        |

## Herausragende Einsätze

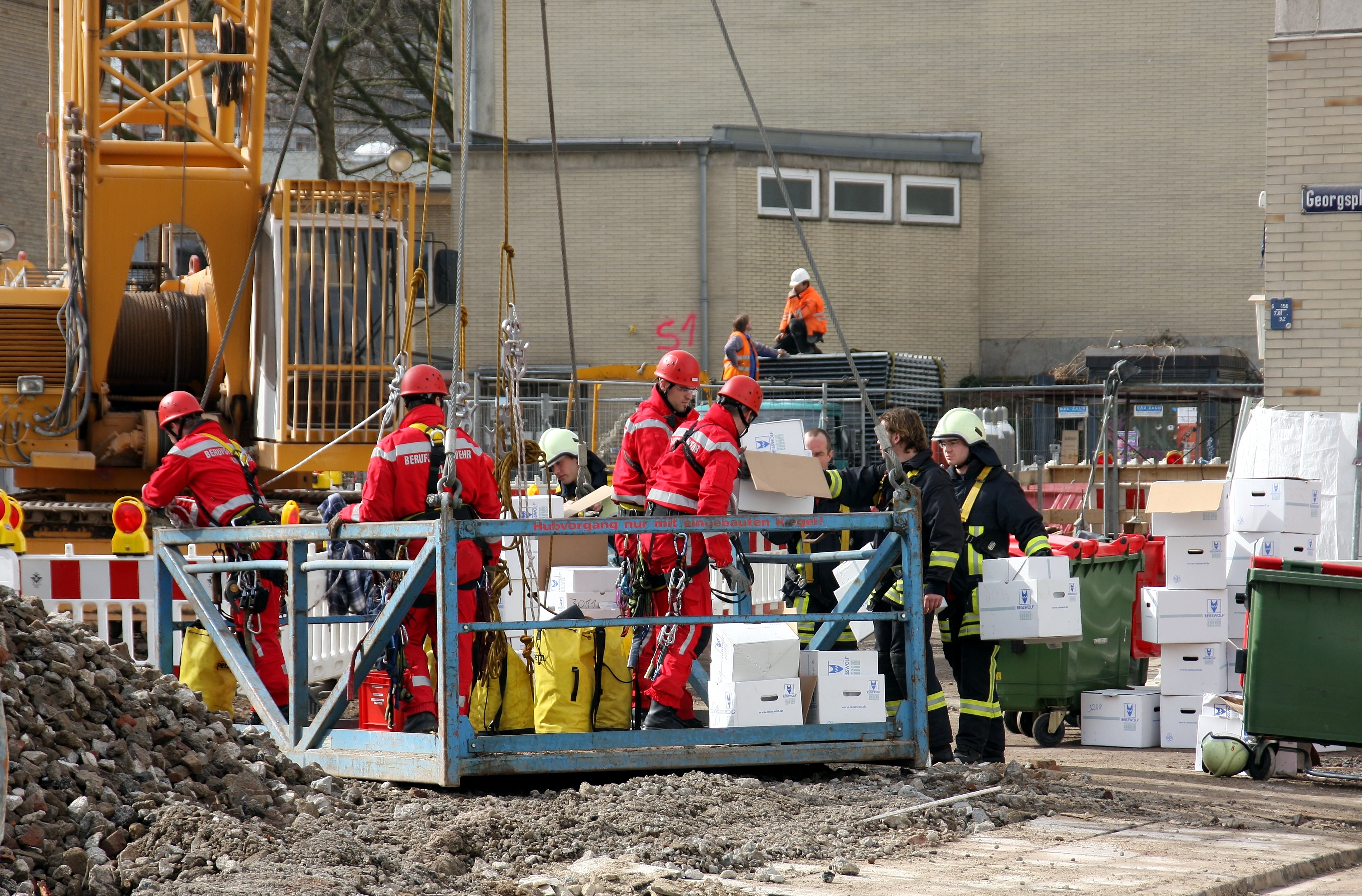
Bergungsarbeiten der Kölner Feuerwehr nach dem Einsturz des Historischen Archivs

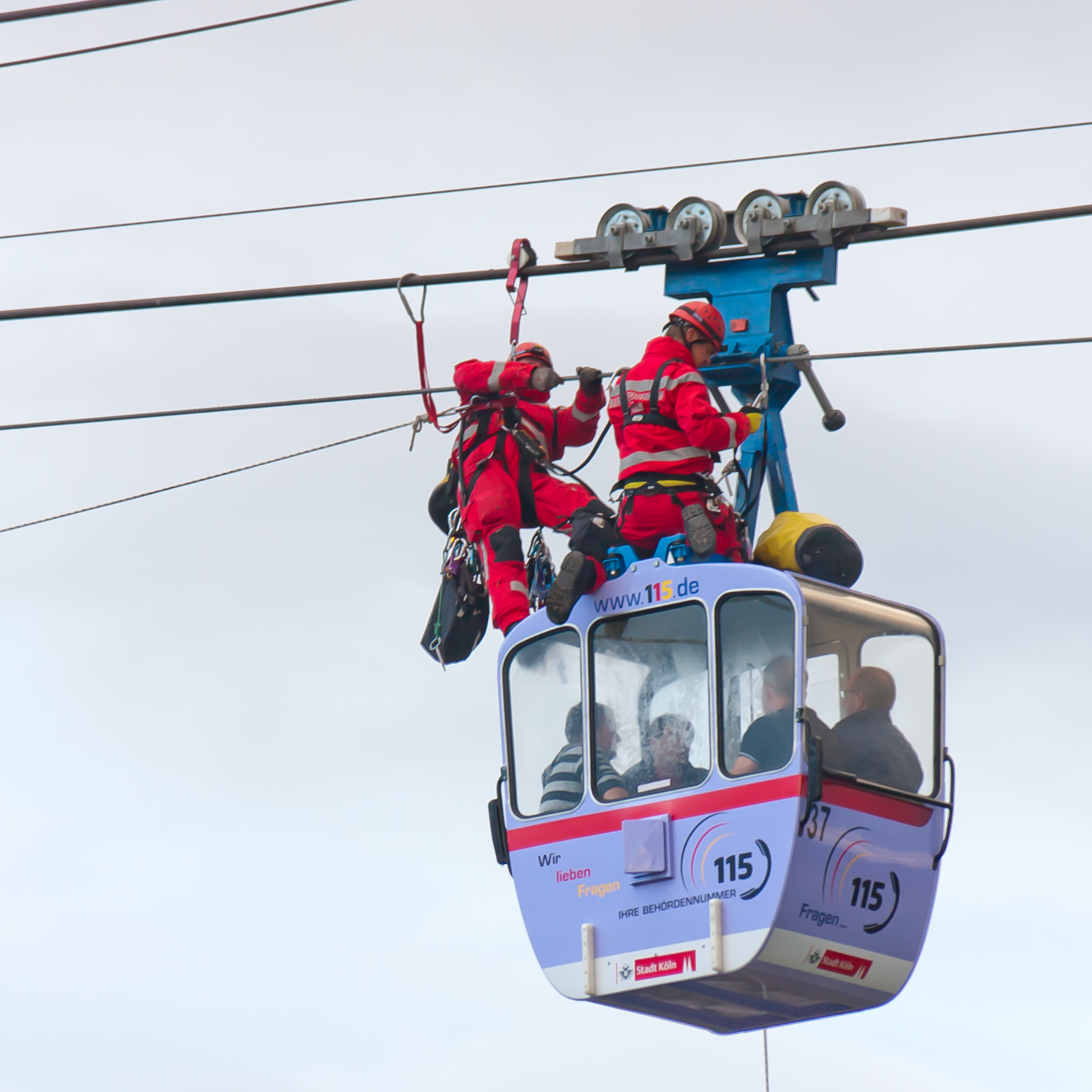
Höhenrettungsübung der Kölner Feuerwehr an der Kölner Seilbahn (2012)

Auswahl von Einsätzen der Kölner Feuerwehr seit dem Zweiten Weltkrieg, die für Schlagzeilen sorgten.
- 11. Juni 1964: Attentat von Volkhoven
- 18. April 1975: Feuer auf dem Kabinenschiff Prinses Irene am Konrad-Adenauer-Ufer, bei dem 21 Menschen ums Leben kamen[119]
- 14. März 1977: Brandstiftung im Haus Thebäerstr. 42/44 in Ehrenfeld mit mehreren Toten, darunter der bekannte Radsportler Willy Trost
- 20. Oktober 1977: Feuer im Ersatzteillager von Ford in Merkenich mit einem Gesamtschaden von 370 Millionen Mark[120]
- 18. Juni 1980: Dachstuhlbrand in der Kirche St. Agnes[121]
- 18. Januar 1985: Explosion in der Ethylenanlage Nr. 4 bei den Rheinischen Olefinwerken (ROW) in Wesseling mit 43 Verletzten, 200 Millionen Mark Schaden
- 9. September 1987: Feuer im Haus Hohenzollernring 88, fünf Brandtote und die dramatische Rettung von rund 20 Menschen
- 28. Februar 1990: Orkan Wiebke hatte über 2500 Hilfeersuchen zur Folge
- Dezember 1993: Rheinhochwasser
- 24. Dezember 1995: Feuer durch Brandstiftung auf dem Werksgelände von Klöckner-Humboldt-Deutz, Schaden rund 235 Millionen Mark
- 6./7. Mai 1999: Explosion auf dem Tankschiff Avanti in Worringen mit drei Toten und zehn Verletzten[122]
- 28. Mai 2000: Feuer im Praktiker-Baumarkt in Esch. Als Brandstifter wurden mehrere Angehörige der Löschgruppe Esch überführt, die an insgesamt 51 Brandstiftungen beteiligt gewesen sein sollen.
- 29. September 2005: Neigung der Kirche St. Johann Baptist. Räumung der Umgebung und Sperrung der Straßen durch die Feuerwehr[123]

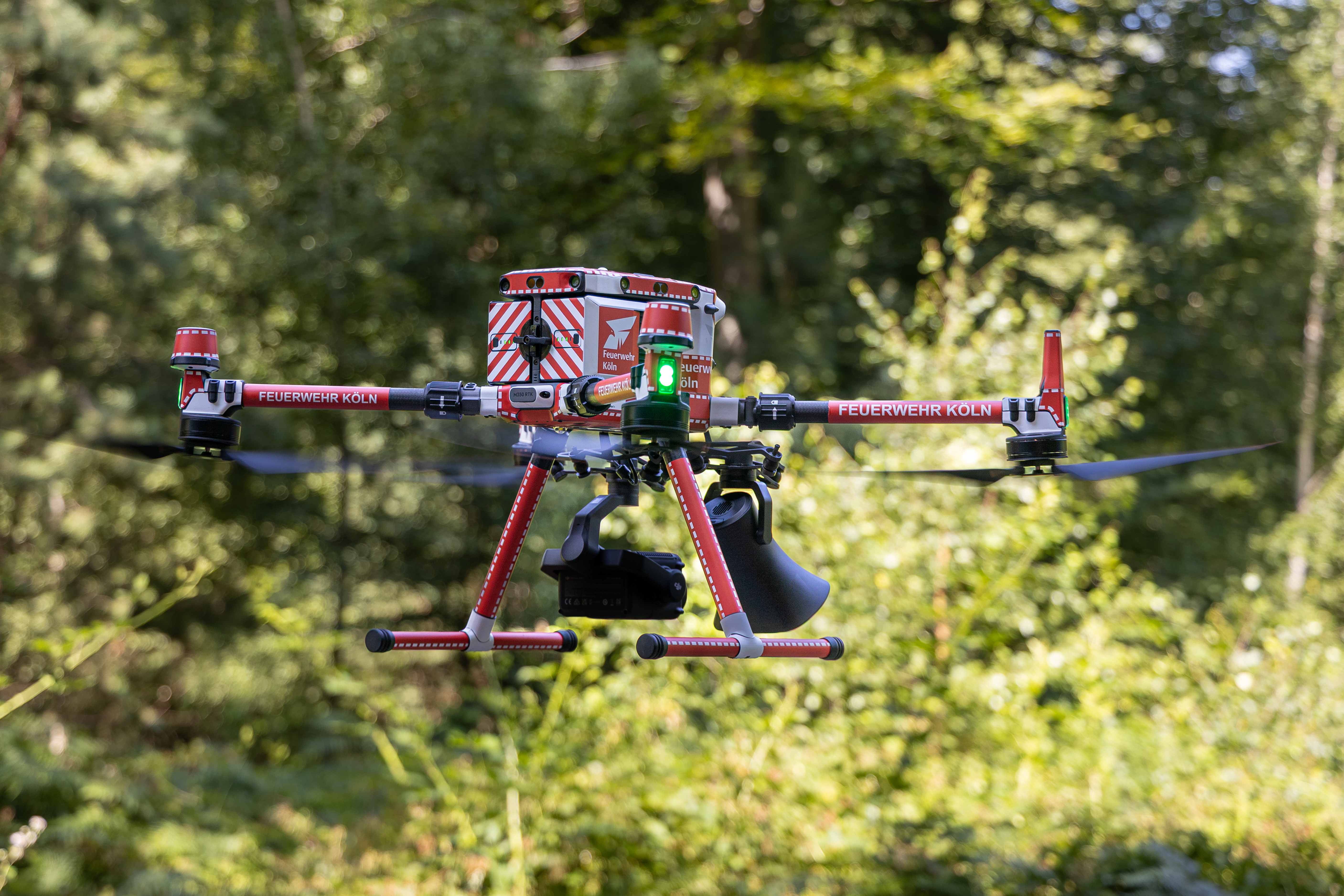
Drohne DJ MATRICE 350 RTK mit Wärmebildkamera und Lautsprecher der Feuerwehr Köln bei einer Waldbrandübung 2025.

- Drohne DJ MATRICE 350 RTK mit Wärmebildkamera und Lautsprecher der Feuerwehr Köln bei einer Waldbrandübung 2025. 25. März 2007: Das Gütermotorschiff Excelsior verlor 32 Container, darunter drei mit Gefahrgut. Die Kölner Feuerwehr barg die Container, die die Fahrrinne des Rheins fünf Tage lang blockierten.[124]
- 17. März 2008: Brand von 2860 Tonnen Acrylnitril bei der Ineos in Köln-Worringen[125]
- 3. März 2009: Der Einsturz des Historischen Archivs der Stadt Köln kostete zwei Menschen das Leben. Die Bergung der Archivalien wurde am 8. August 2011 abgeschlossen. Bis zur Fertigstellung des Besichtigungsbauwerks, die für 2014 geplant war, bleibt die Einsturzstelle eine Einsatzstelle unter der Leitung der Kölner Feuerwehr. Damit führte der Einsturz „vermutlich zum längsten Feuerwehreinsatz in der deutschen Feuerwehrgeschichte“.[126] Im Dezember 2017 wurde bekannt, dass das Ende der Beweissicherung sich bis ins Jahr 2019 verlagern wird, da der vom Landgericht Köln beauftragte Gutachter Hans-Georg Kempfert tiefere Grabungen beantragt hat.[127][128]
- Seit 27. Juni 2012: In Köln-Kalk wurde am Doppelstock-Straßentunnel der Bundesstraße 55a die neben dem Hamburger Elbtunnel zweite Tunnelfeuerwache Deutschlands eingerichtet. Der Tunnel weist gravierende Brandschutzmängel auf und wird im laufenden Betrieb saniert, was nur durch die Einrichtung der Wache zulässig war. In einem Container überwachen drei Mitarbeiter den Tunnel im Schichtbetrieb über Videokameras. Im Brandfall können sie die Zufahrten sperren und mit einem Löschfahrzeug sowie einem Löschunterstützungsfahrzeug den Brand bekämpfen.[129]
- 21. Oktober 2014: Während des Durchzugs von Sturmtief „Gonzalo“, blockierte nachmittags die Kölner Rheinseilbahn, nachdem eine Kabine aus einem Seil gesprungen war. Es wurden sechs Personen, darunter ein Kleinkind und ein Säugling, in zwei der Gondeln eingeschlossen. Höhenretter der Feuerwehr evakuierten bis zum späten Abend alle Passagiere durch Abseilen aus den betroffenen Gondeln. Dabei musste eine vierköpfige Familie nach Einbruch der Dunkelheit aus einer in 40 Meter Höhe über dem Rhein schwebenden Kabine auf ein Feuerwehrboot abgeseilt werden.[130]
- 24. Oktober 2018: Bei einem Einsatz in der Kölner Südstadt brannte ein Mehrfamilienhaus nahezu komplett aus. Das Feuer breitete sich vom ersten Obergeschoss bis in den Dachstuhl aus und ließ Treppenhaus und Teile des Dachs einstürzen. Die Feuerwehr Köln war mit 185 Kräften im Einsatz. Zwei Menschen starben, vier Bewohner wurden leicht verletzt. Ein Feuerwehrmann wurde leicht verletzt.[131]
- 1. Januar 2019: In der Silvesternacht kam es zu einem Brandereignis im Kölner Hochhauskomplex Kölnberg. Dort brannte eine Wohnung komplett aus. Die Berufsfeuerwehr war mit mehreren Löschzügen, Rettungswagen und Unterstützung der Freiwilligen Feuerwehr vor Ort. Jugendliche zündeten, während Feuerwehr und Polizei in Reichweite waren, einen Müllhaufen an. Während des Brands kam es außerdem zu einer Massenschlägerei zwischen rund 50 aneinander geratenen jungen Männern. Die Polizei konnte die Lage nur mit mehreren weiteren Streifenwagen und einer Einsatzhundertschaft unter Kontrolle bringen.[132]
- Unwettereinsätze 14./15.07.2021: im Rahmen einer Unwetterkatastrophe kam es im Stadtgebiet zu teils heftigen Überschwemmungen (z. B. Haltestelle Geldernstr., Flittard, Stammheim, Dünnwald, Bocklemünd, Longerich). Gegen 9 Uhr setzten die ersten Regenfälle ein mit Niederschlagsmengen zwischen 70 und 120 Liter pro Quadratmetern. In Köln-Stammheim wurden 154 Liter pro Quadratmeter gemessen. Die Leitstelle wechselte ab 9 Uhr von Normal- auf Sonderbetrieb. Ab 11 Uhr wurde Vollalarm für die Freiwillige Feuerwehr ausgelöst. Am 14. Juli 2021 bis in die Nacht leistete die Feuerwehr in Köln rund 1500 Einsätze. In der Nacht auf den 15. Juli 2021 gingen 9.000 Notrufe in der Leitstelle ein. Ab dem 16. Juli 2021 waren Einsatzkräfte der Feuerwehr Köln zusätzlich zu den tausenden Einsätzen im Kölner Stadtgebiet in den Folgetagen auch im Flutgebiet an der Erft, der Ahr und in Aachen im Einsatz.[133]